# Saison 1 d'American Horror Story
Chronologie
Saison 2 : Asylum
Cet article présente les douze épisodes de la première saison de la série télévisée américaine American Horror Story. Elle fut surnommée Murder House par les fans de l'anthologie horrifique.

## Synopsis
La première saison est centrée autour de la famille Harmon, composée de Ben, Vivien et Violet. Peu après que Vivien a fait une fausse couche et que Ben l'a trompée avec l’une de ses étudiantes, les Harmon décident de quitter Boston et achètent une maison victorienne à Los Angeles pour tenter d'oublier leur passé.
À leur arrivée, ils apprennent que le précédent propriétaire de la demeure a été tué par son petit ami, qui s’est - semble-t-il - suicidé après avoir commis le meurtre. Ils font connaissance de Moira O'Hara, une mystérieuse femme de ménage s’occupant de la maison depuis des années. 
Détail étrange : Vivien ne remarque pas son comportement avec Ben.
La maison subit de fréquentes visites inattendues de l'étrange voisine Constance et de sa fille trisomique Adelaïde, qui semble être particulièrement attachée à la maison et à son passé. La demeure des Harmon devient également rapidement l'obsession d'un ancien propriétaire de la bâtisse, Larry Harvey, dont le corps partiellement brulé s'ajoute à ses tendances psychotiques.
Ben, psychiatre, a pour patient le jeune Tate Langdon, probablement atteint d'un trouble de la personnalité antisociale, qui noue vite des liens avec Violet.
La famille Harmon réalise que leur nouvelle vie devient peu à peu leur pire cauchemar, habitant dans une maison cachant de terribles secrets.

## Distribution

### Acteurs principaux
- Connie Britton (VF : Emmanuelle Bondeville) : Vivien Harmon
- Dylan McDermott (VF : Xavier Fagnon) : Dr Benjamin « Ben » Harmon
- Taissa Farmiga (VF : Jessica Barrier) : Violet Harmon
- Evan Peters (VF : Hervé Grull) : Tate Langdon
- Denis O'Hare (VF : Nicolas Marié) : Larry Harvey
- Jessica Lange (VF : Béatrice Delfe) : Constance Langdon

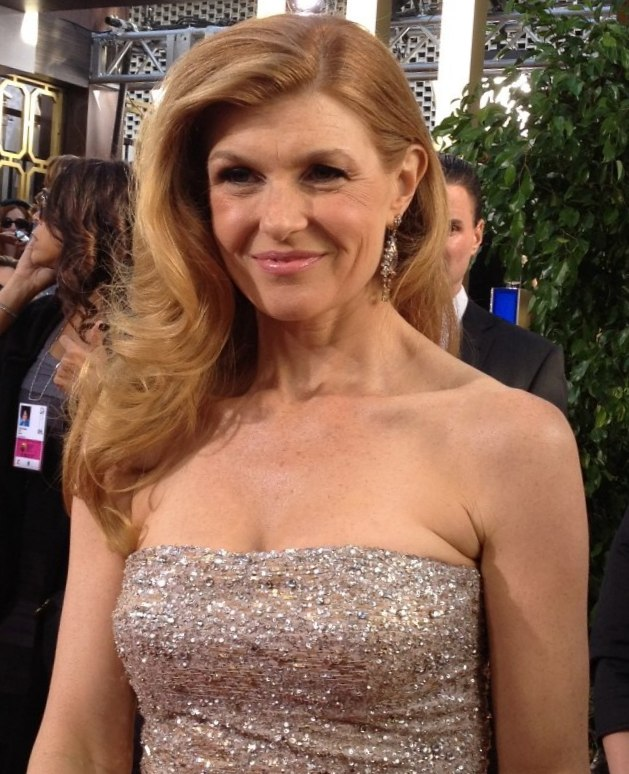
Connie Britton dans le rôle de Vivien Harmon
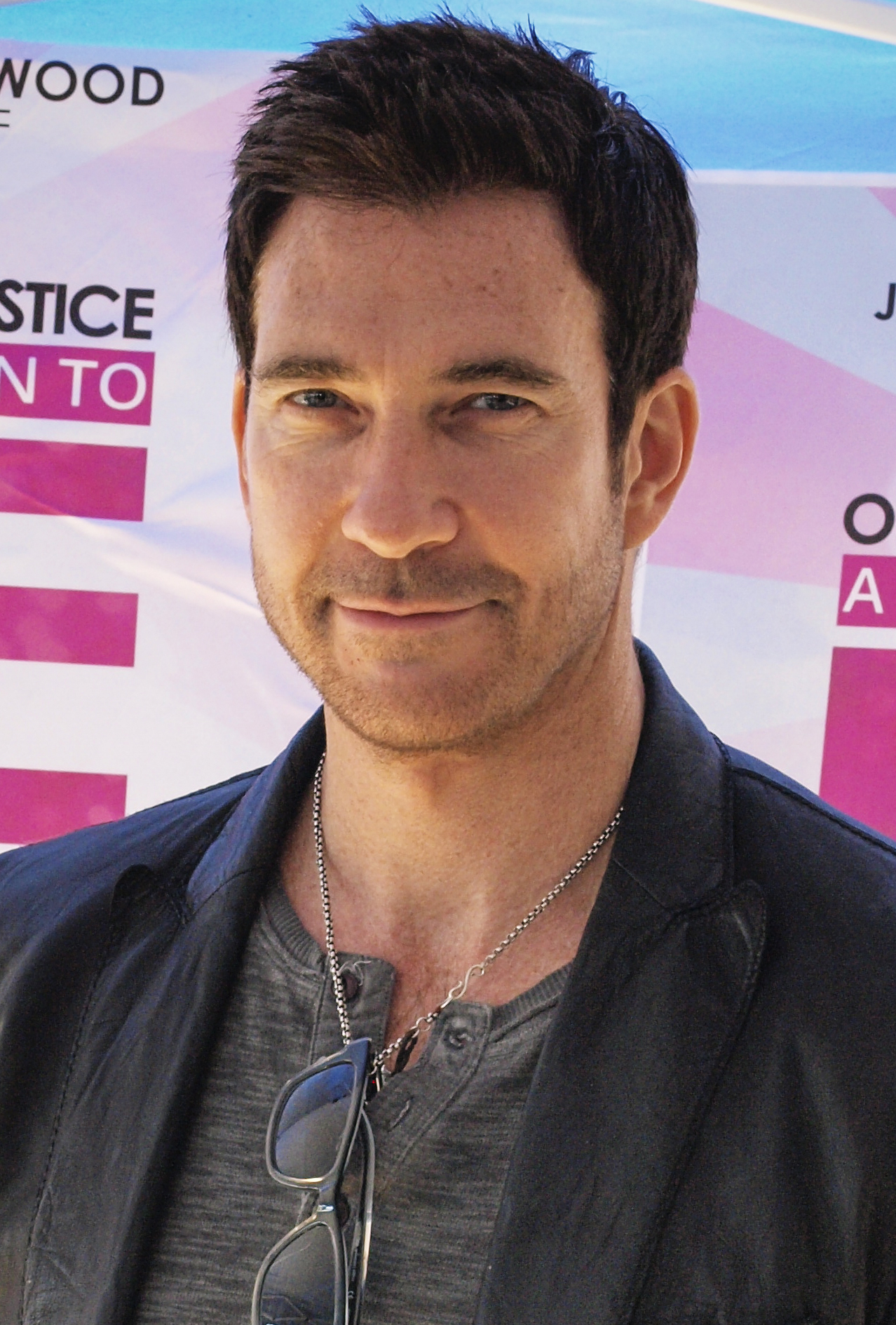
Dylan McDermott dans le rôle du Dr Benjamin « Ben » Harmon
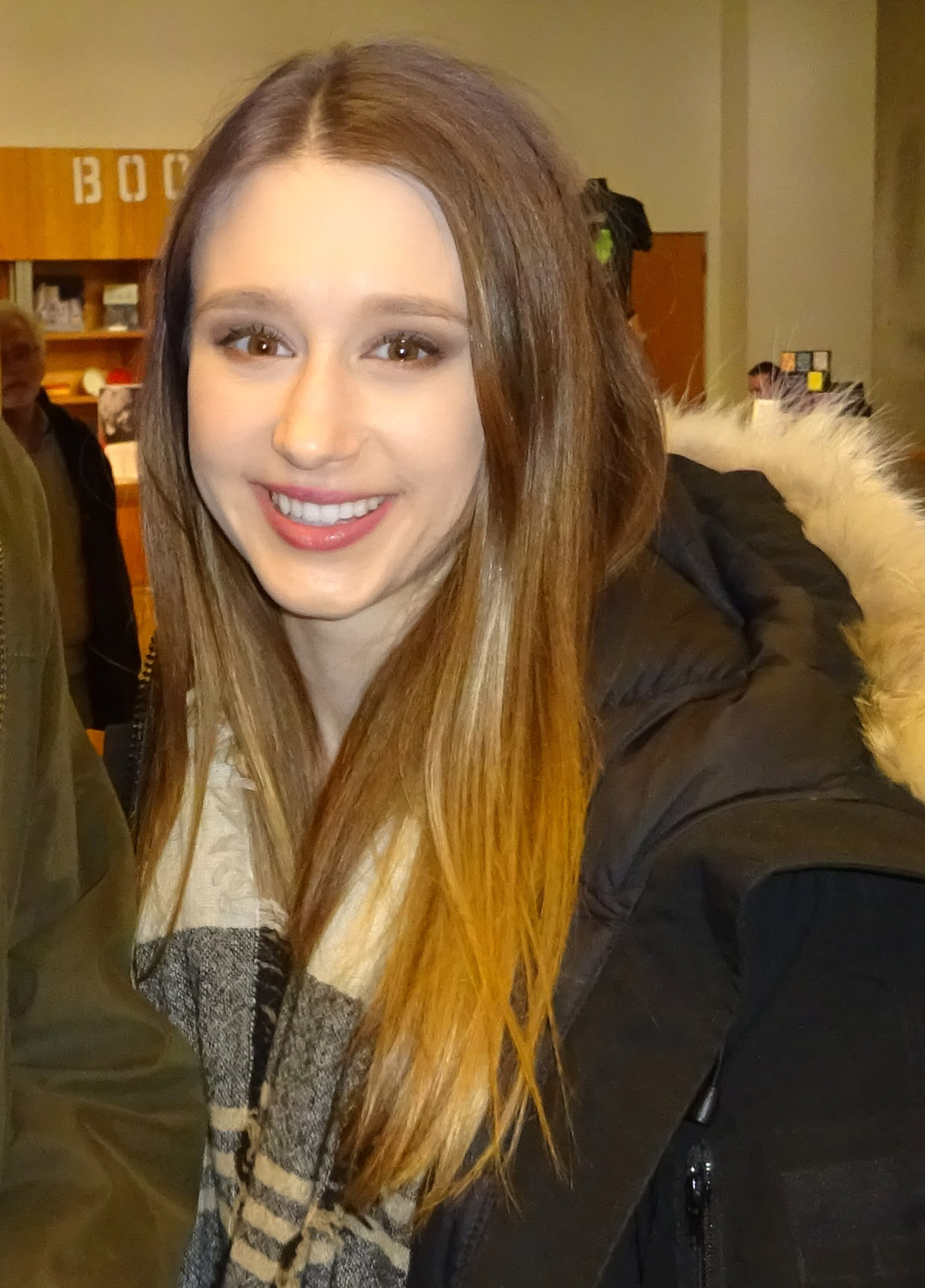
Taissa Farmiga dans le rôle de Violet Harmon
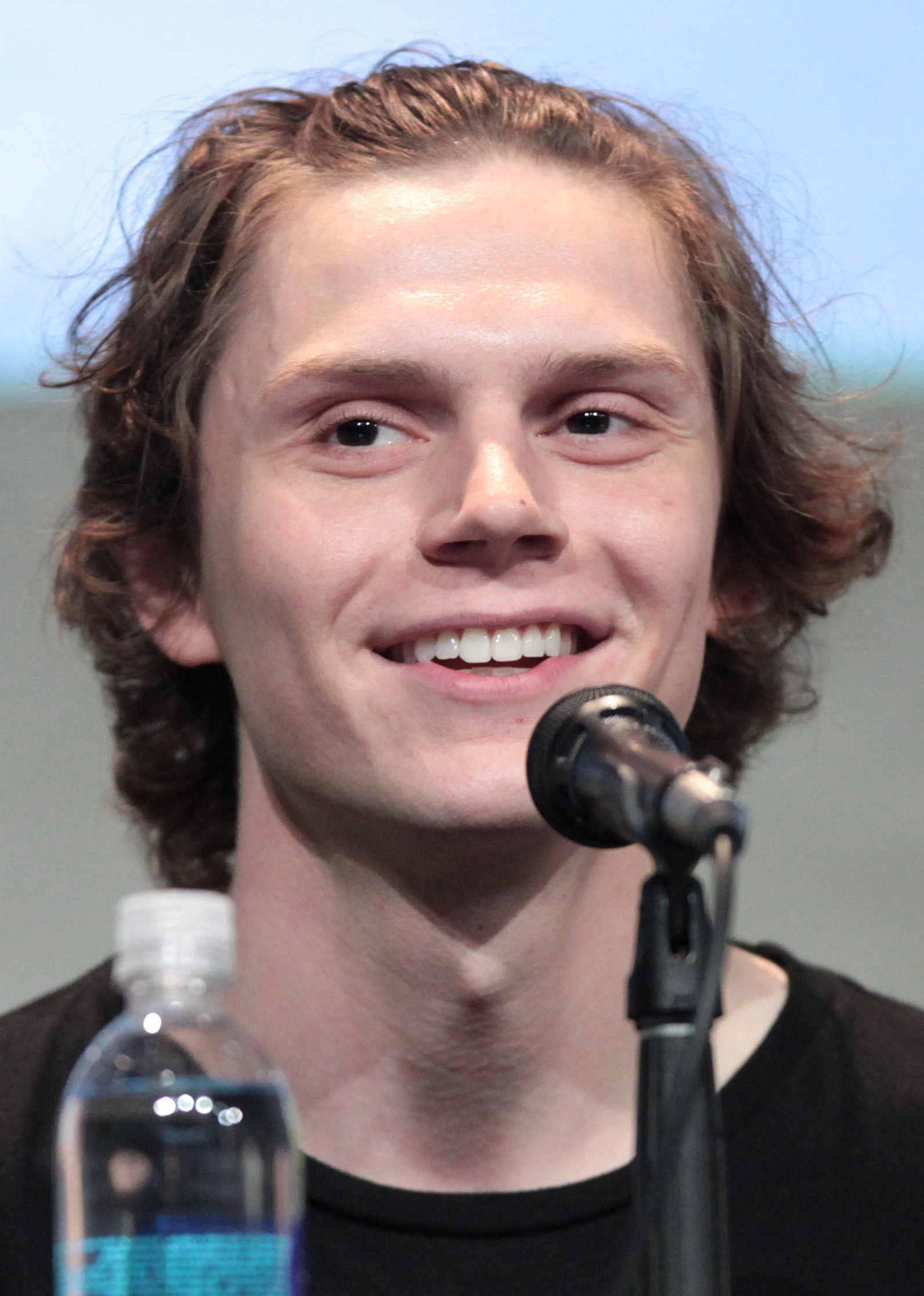
Evan Peters dans le rôle de Tate Langdon
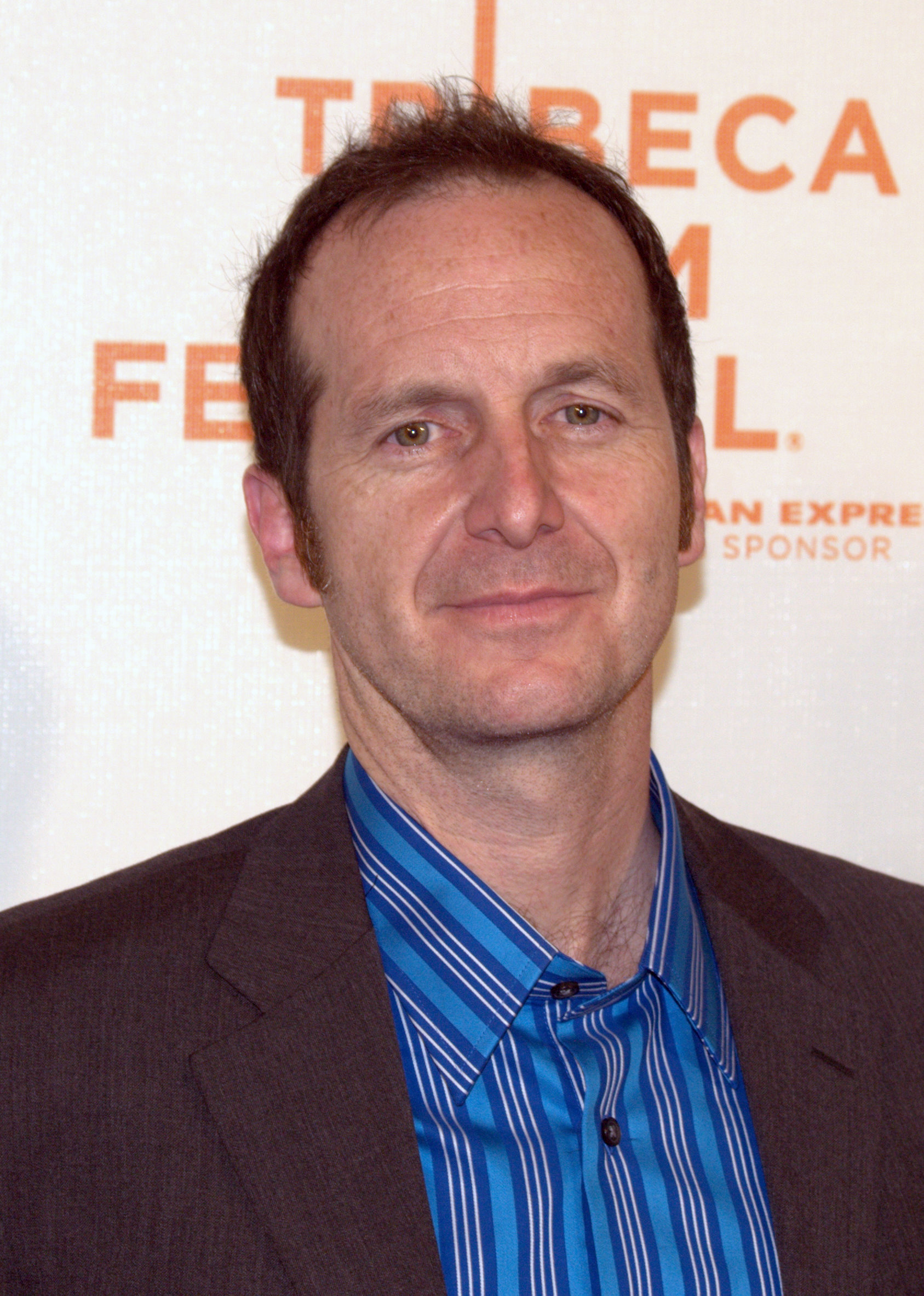
Denis O'Hare dans le rôle de Larry Harvey
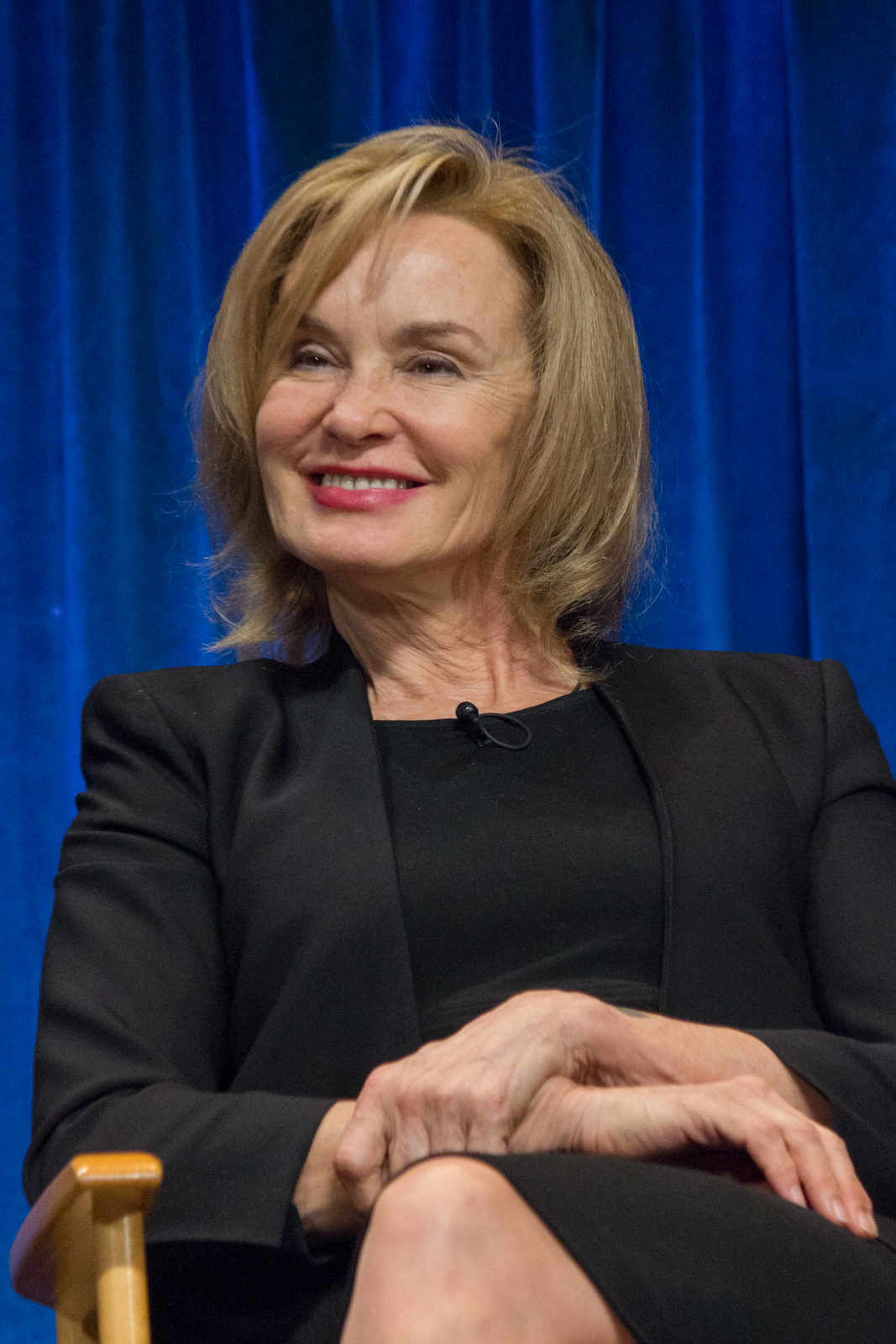
Jessica Lange  dans le rôle de Constance Langdon

### Acteurs récurrents
- Alexandra Breckenridge (VF : Philippa Roche) : Moira O'Hara, jeune
- Frances Conroy (VF : Anne Rochant) : Moira O'Hara, âgée
- Jamie Brewer (VF : Brigitte Lecordier) : Adelaide « Addie » Langdon
- Kate Mara (VF : Nathalie Bienaimé) : Hayden McClaine
- Christine Estabrook (VF : Marie-Martine (actrice)) : Marcy
- Eve Gordon (VF : Nathalie Duverne) : Dr Hall
- Zachary Quinto (VF : Adrien Antoine) : Chad Warwick
- Teddy Sears (VF : Sylvain Agaësse) : Patrick
- Shelby Young (VF : Marie Giraudon) : Leah
- Matt Ross (VF : Laurent Morteau) : Dr Charles Montgomery
- Lily Rabe (VF : Anne O'Dolan) : Nora Montgomery
- Michael Graziadei (VF : Benjamin Penamaria) : Travis Wanderley
- Morris Chestnut (VF : Frantz Confiac) : Luke
- Mena Suvari (VF : Valérie Nosrée) : Elizabeth Short / Le Dahlia Noir
- Ben Woolf : Thaddeus Montgomery / Infantata

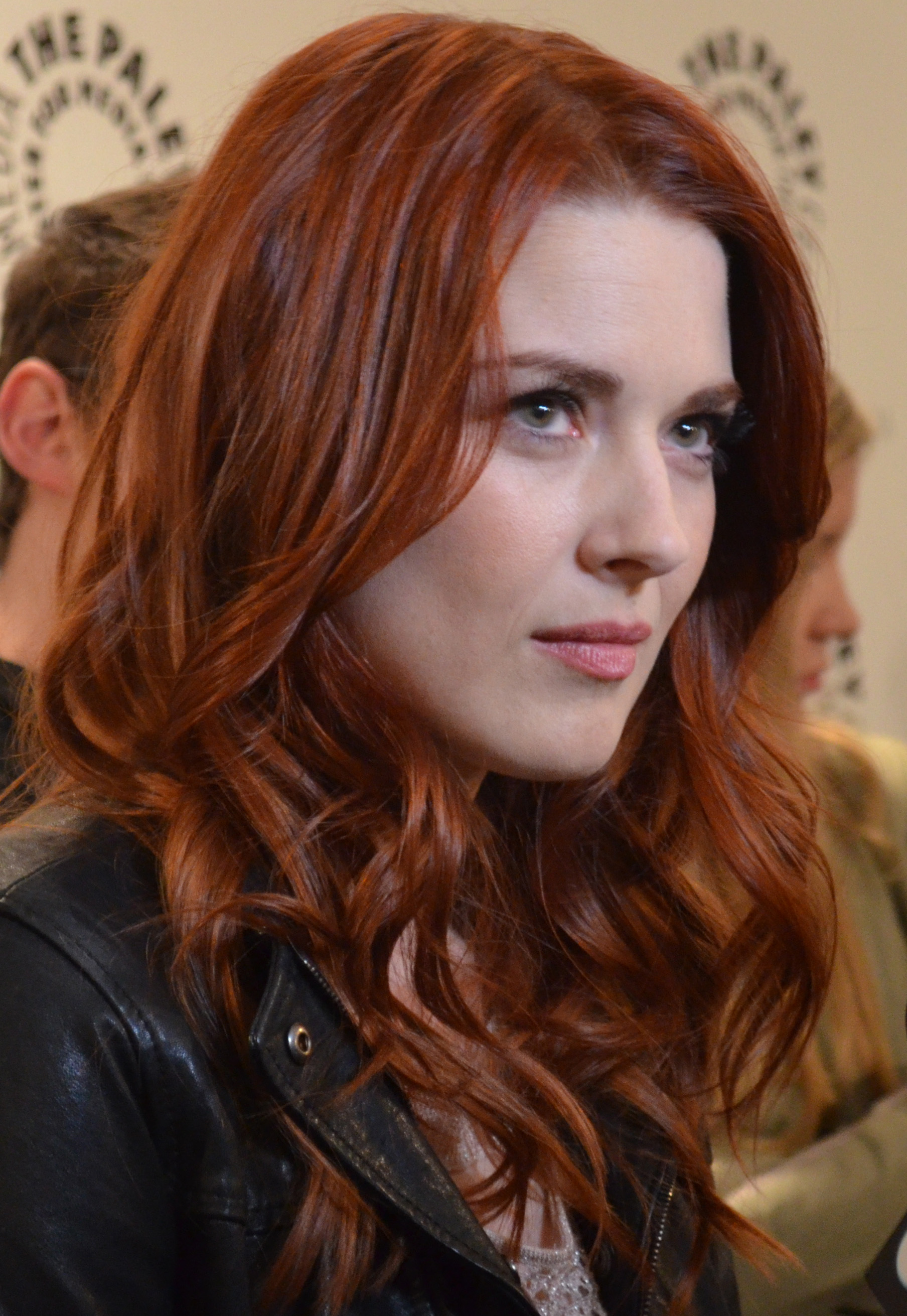
Alexandra Breckenridge interprète Moira O'Hara jeune.
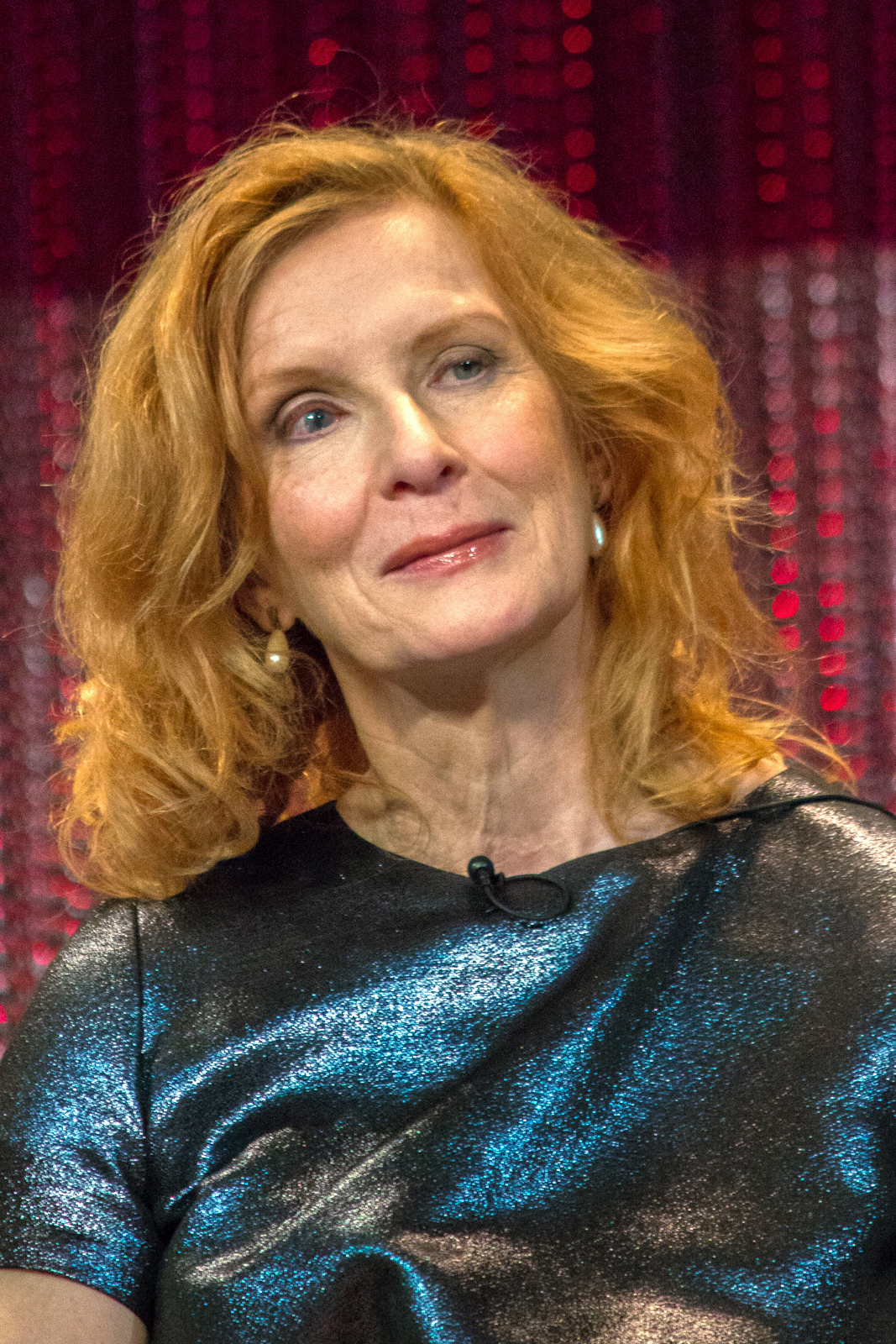
Frances Conroy dans le rôle de Moira O'Hara vieille.
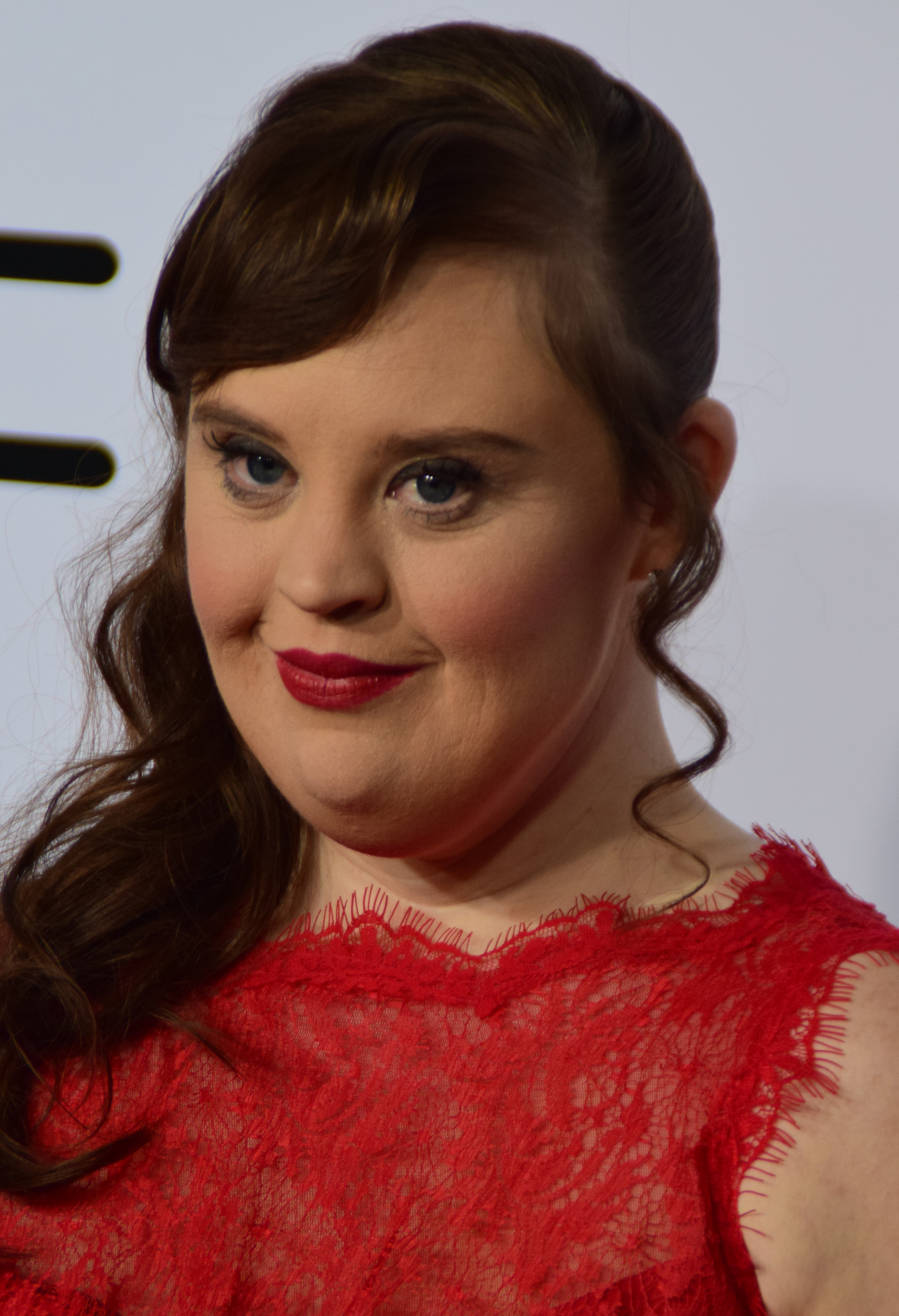
Jamie Brewer interprète Adélaïde Langdon.
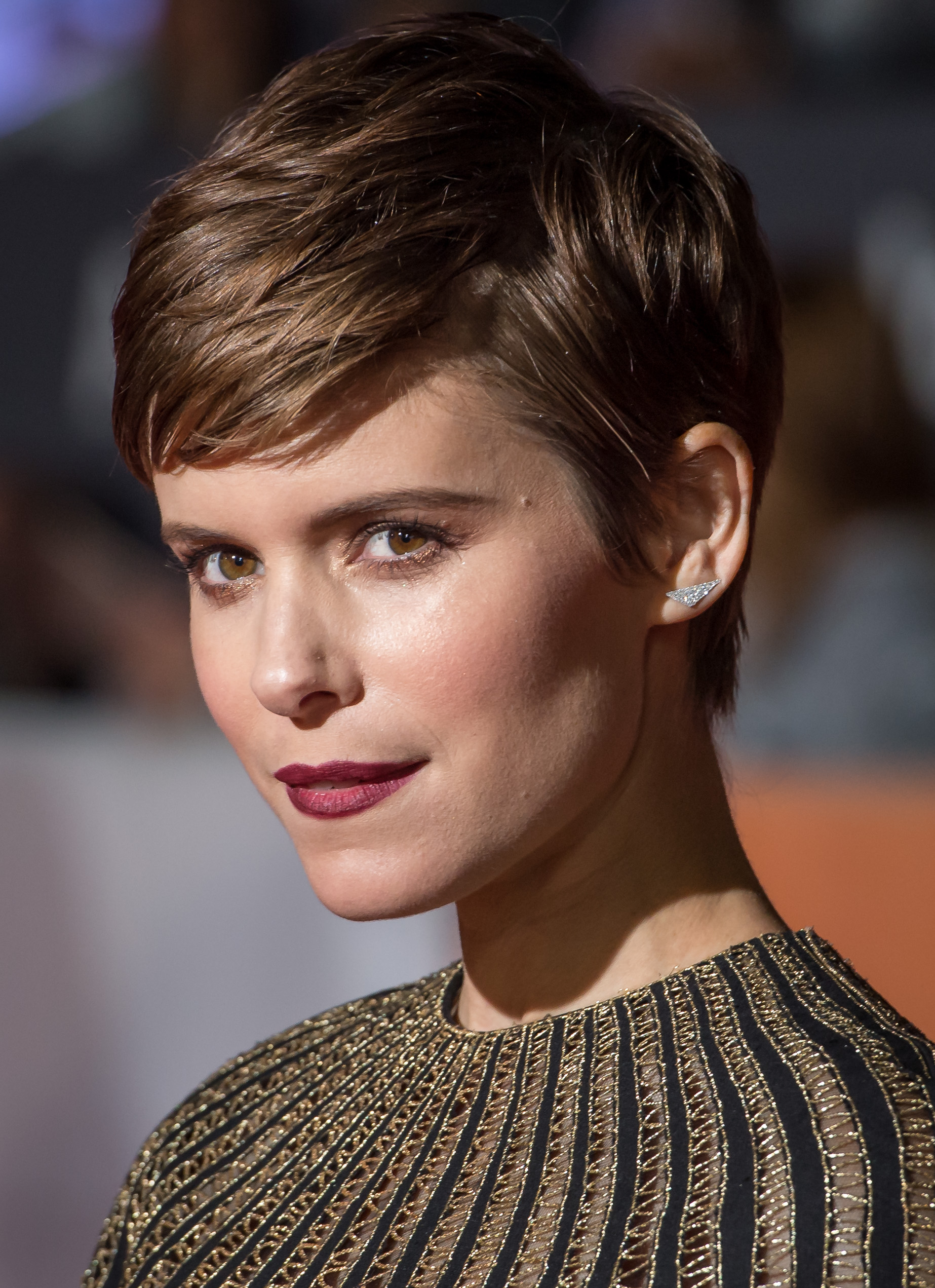
Kate Mara interprète Hayden McClaine.
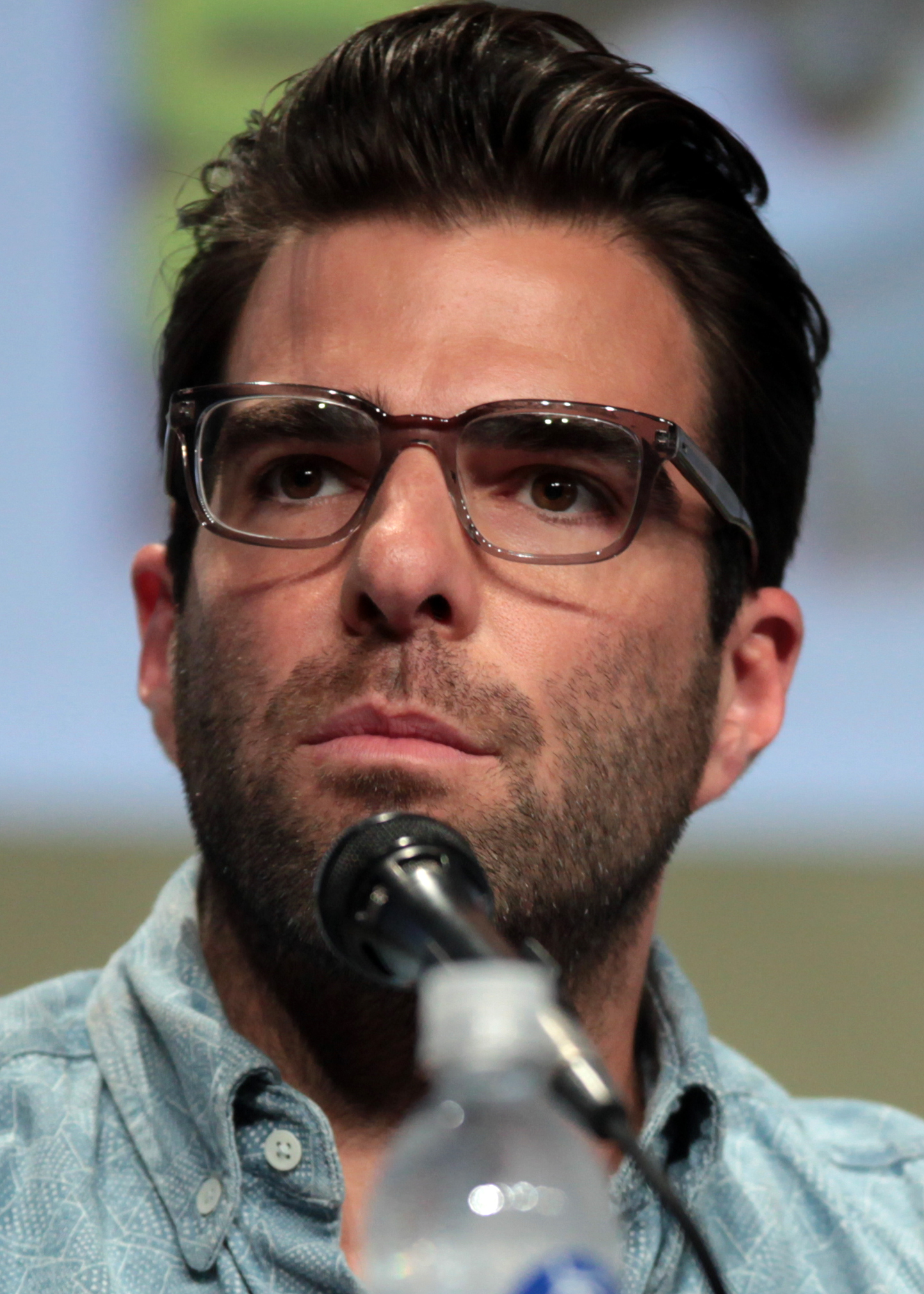
Zachary Quinto interprète Chad Warwick.
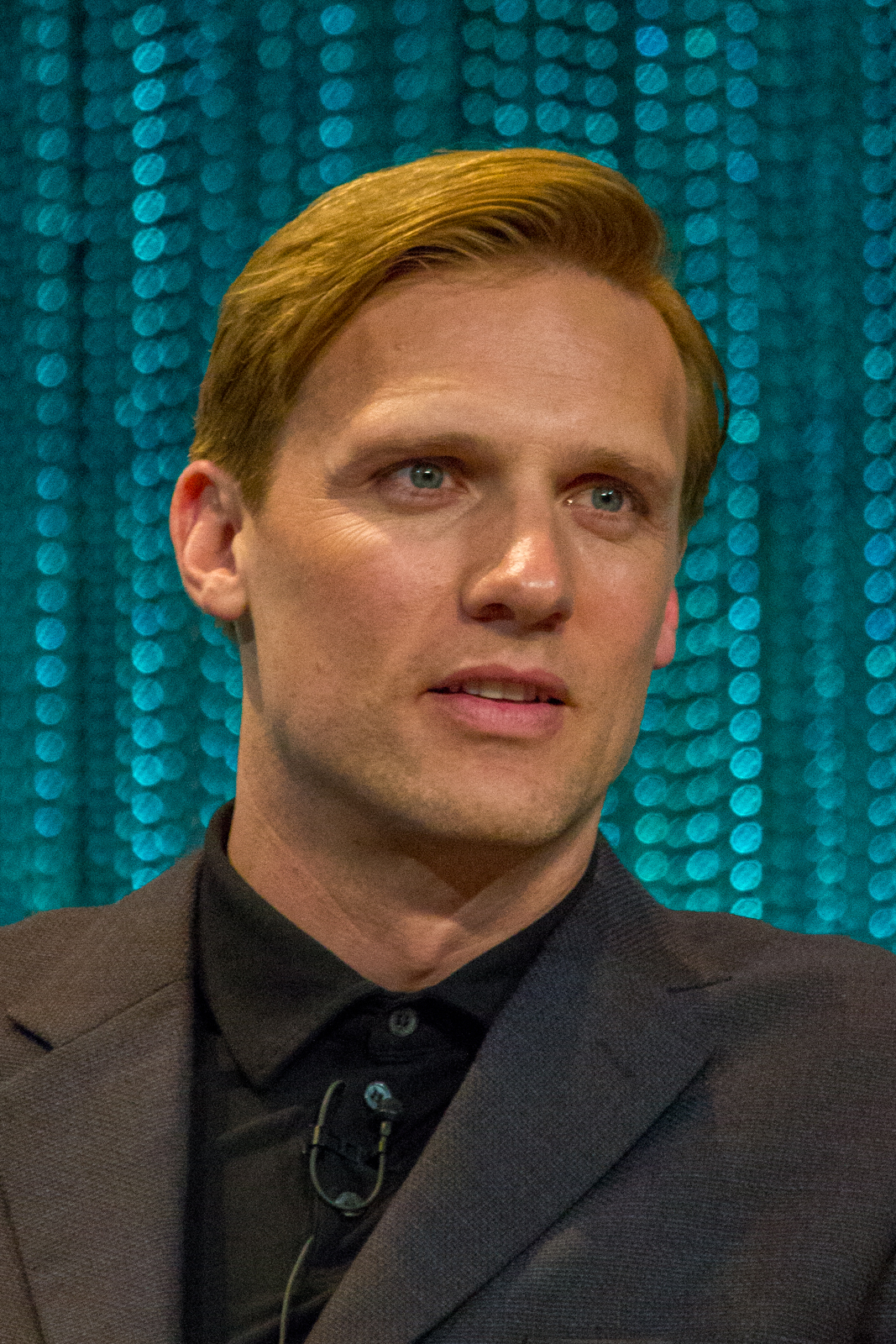
Teddy Sears interprète Patrick.
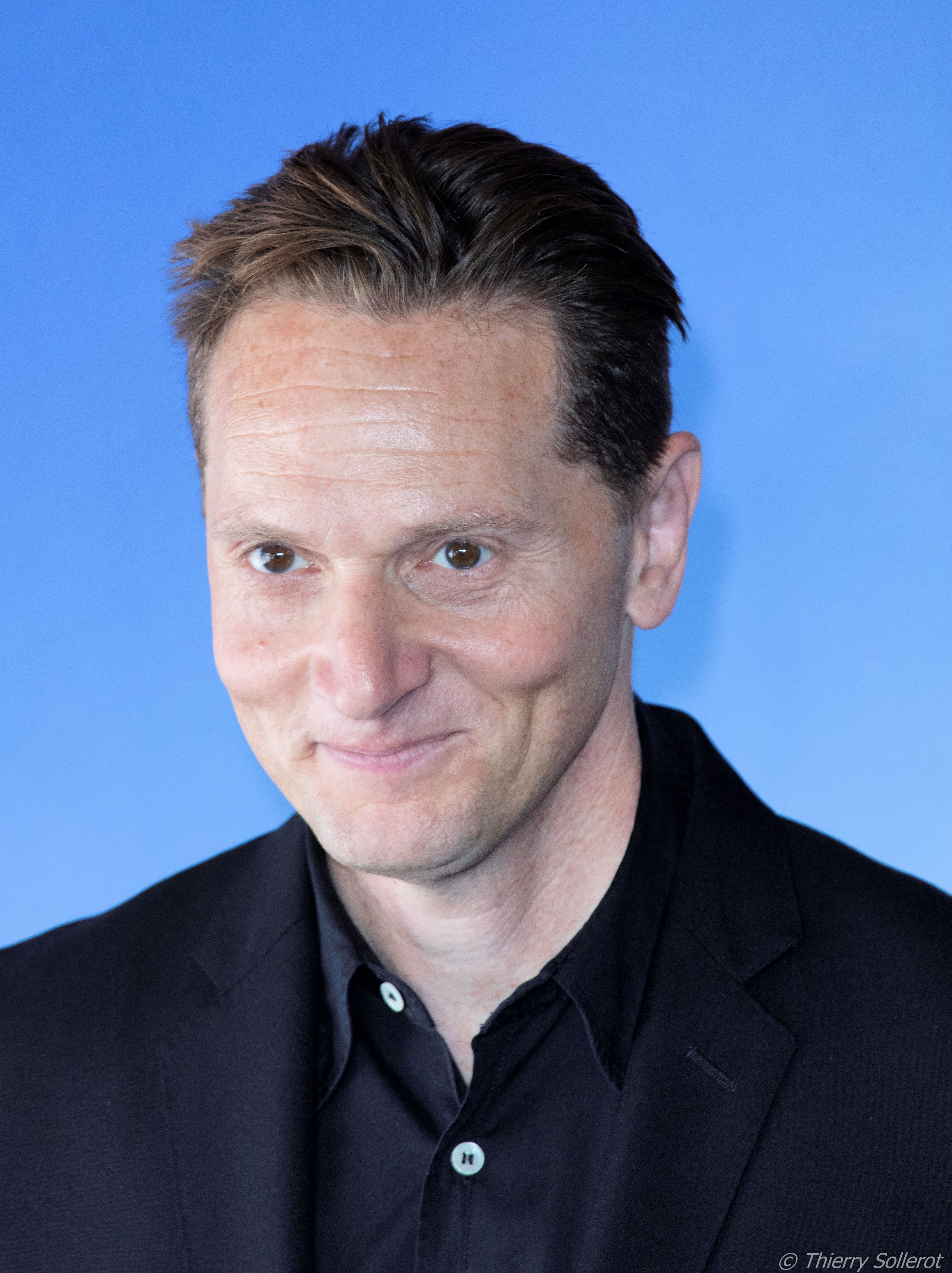
Matt Ross interprète Charles Montgomery.
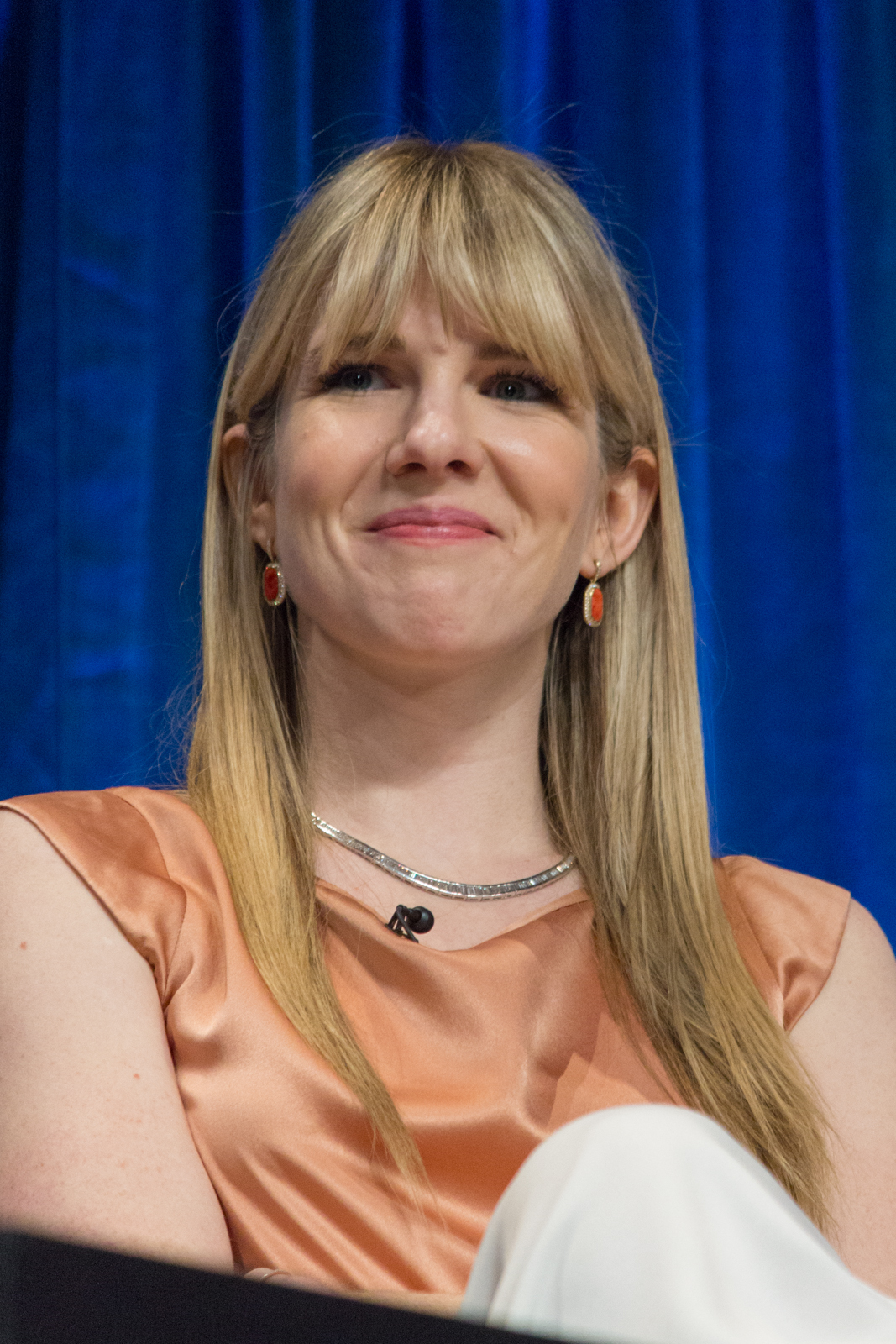
Lily Rabe interprète Nora Montgomery.
Morris Chestnut interprète Luke.
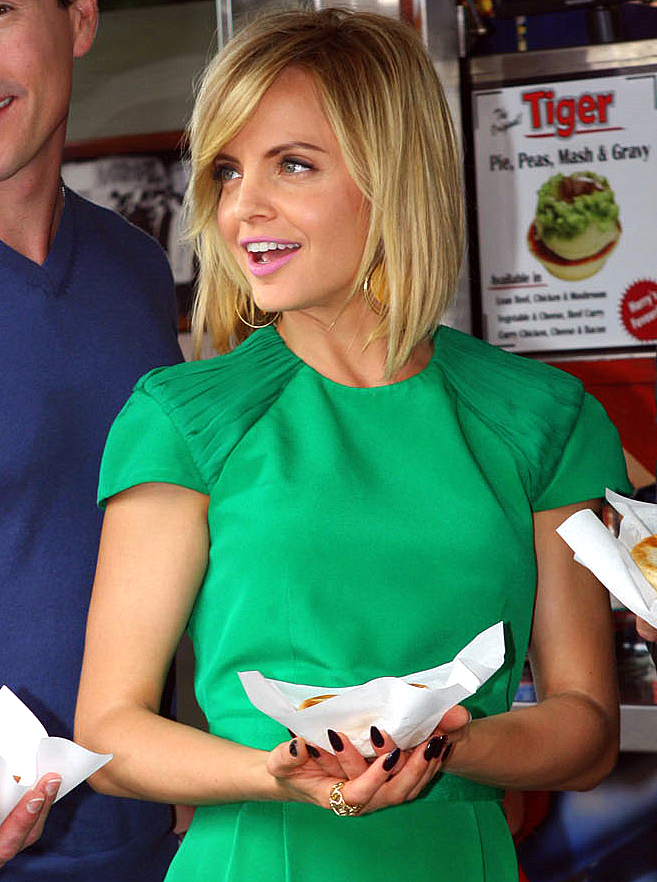
Mena Suvari interprète Elizabeth Short.

### Invité(e)s spéciaux
- Sarah Paulson (VF : Mélody Dubos) : Billie Dean Howard, la médium (épisodes 6, 9 et 11)

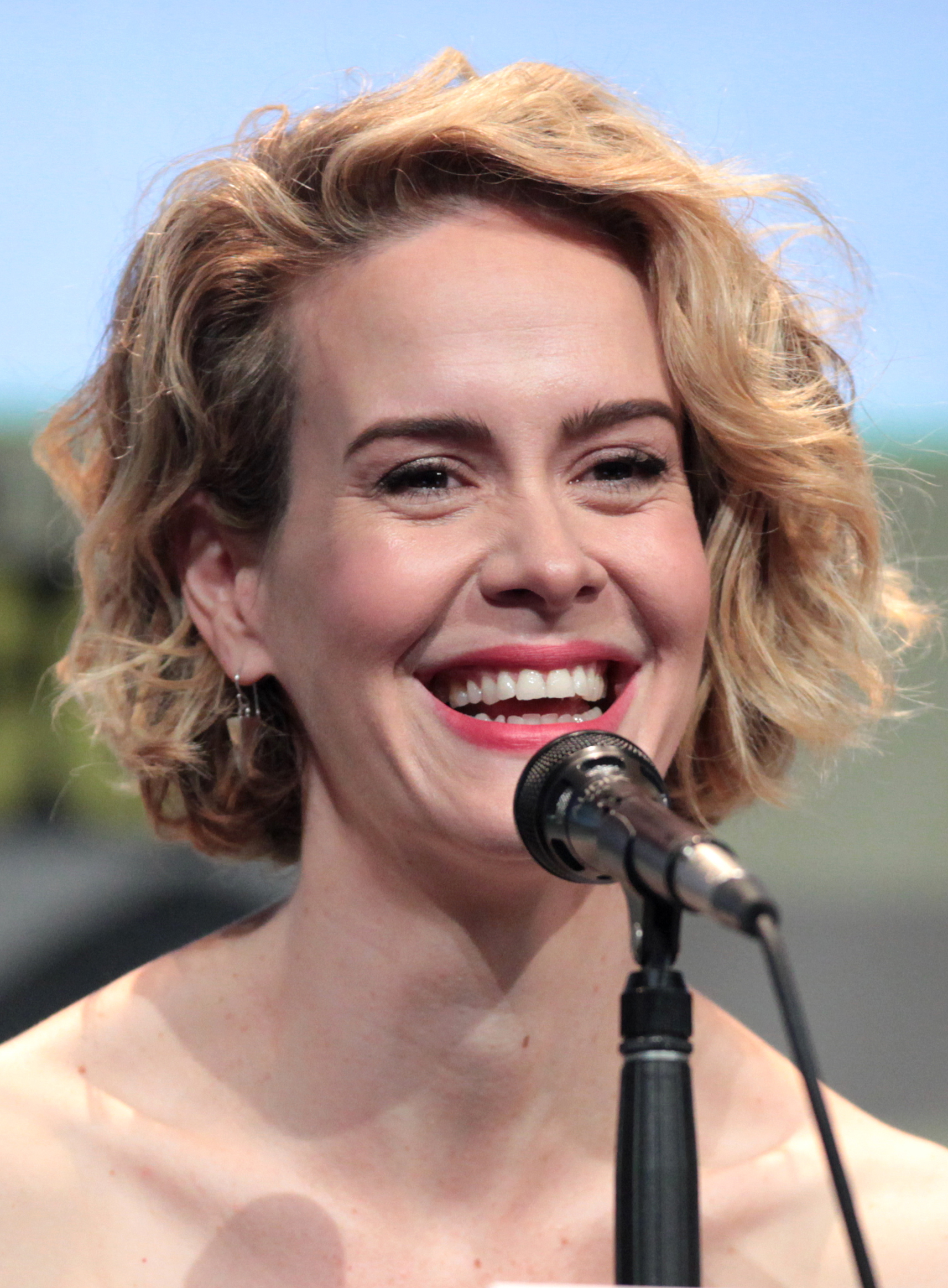
Sarah Paulson dans le rôle de Billie Dean Howard

### Invités
- Eric Stonestreet : Derek
- Rosa Salazar (VF : Cécile Marmorat) : Maria
- Brando Eaton (VF : Benjamin Gasquet) : Kyle Greenwell
- Azura Skye (VF : Sybille Tureau) : Fiona
- Ashley Rickards : Chloe Stapleton
- Alessandra Torresani : Stephanie Boggs
- Kai et Bodhi Schultz : les jumeaux Brian et Troy
- Celia Finkelstein : Gladys
- Kyle Davis (VF : Dimitri Rougeul) : Dallas
- Mageina Tovah : Bianca Forest
- Eric Close : Hugo Langdon
- Amir Arison (VF : Serge Faliu) : Joe Escandarian
- Rebecca Wisocky (VF : Maïté Monceau) : Lorraine Harvey
- Charles S. Dutton : détective Granger
- Malaya Rivera-Drew : détective Barrios
- Anthony Ruivivar (VF : Luc Boulad) : Miguel Ramos
- Lisa Vidal (VF : Laura Zichy) : Stacy Ramos
- Brennan Mejia (VF : Nathanel Alimi) : Gabriel Ramos
- David Anthony Higgins (VF : Patrick Pellegrin) : Stan
- Jordan David : Kevin Gedman
- Alexander Nimetz : Amir Stanley
- Christian Serratos : Becca
- Bianca Lawson : Abby
- Adina Porter : Sally Freeman
- Drew Powell : Inspecteur Collier
- Joshua Malina : Dr David Curan
- Meredith Scott Lynn : Helen

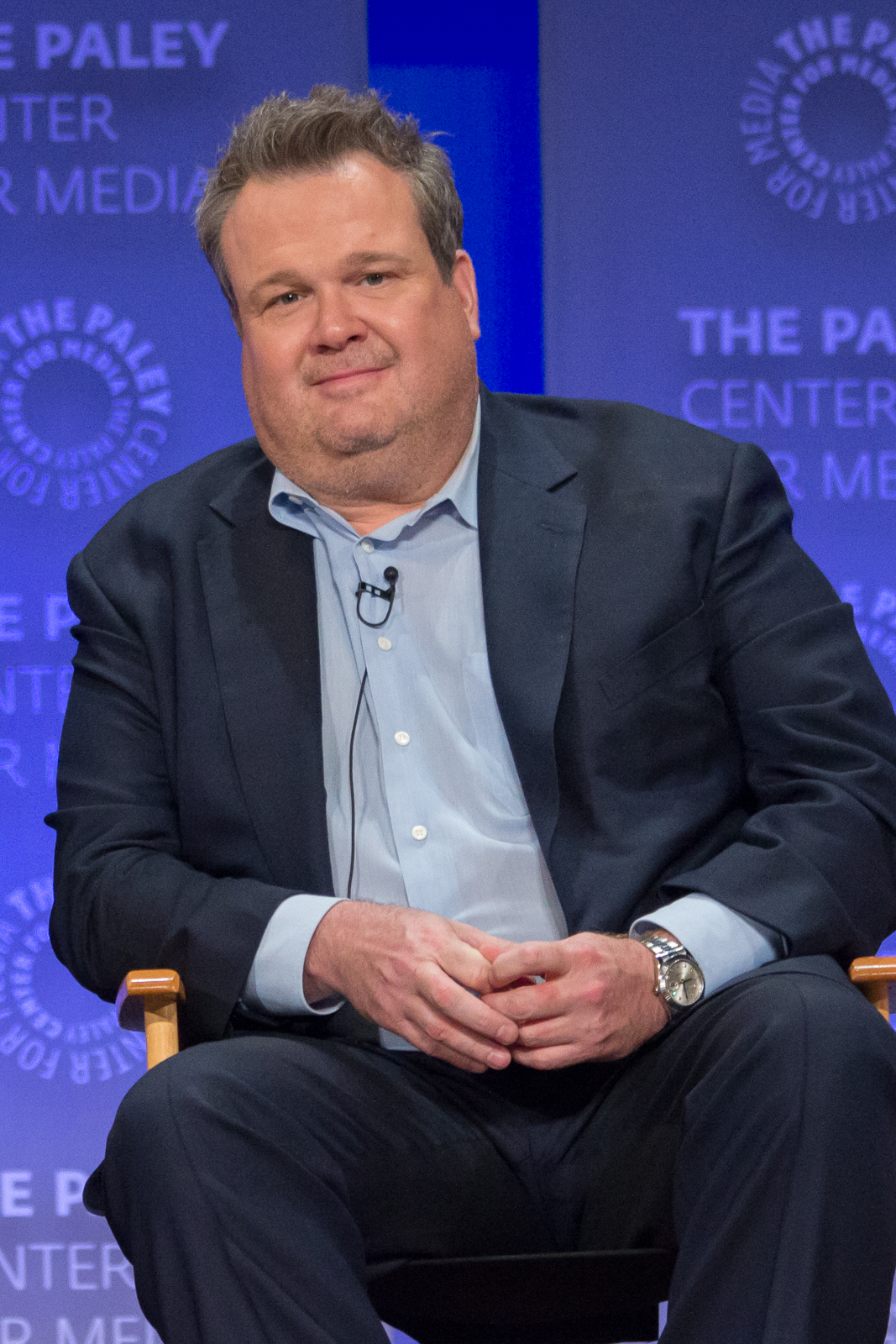
Eric Stonestreet dans le rôle de Derek
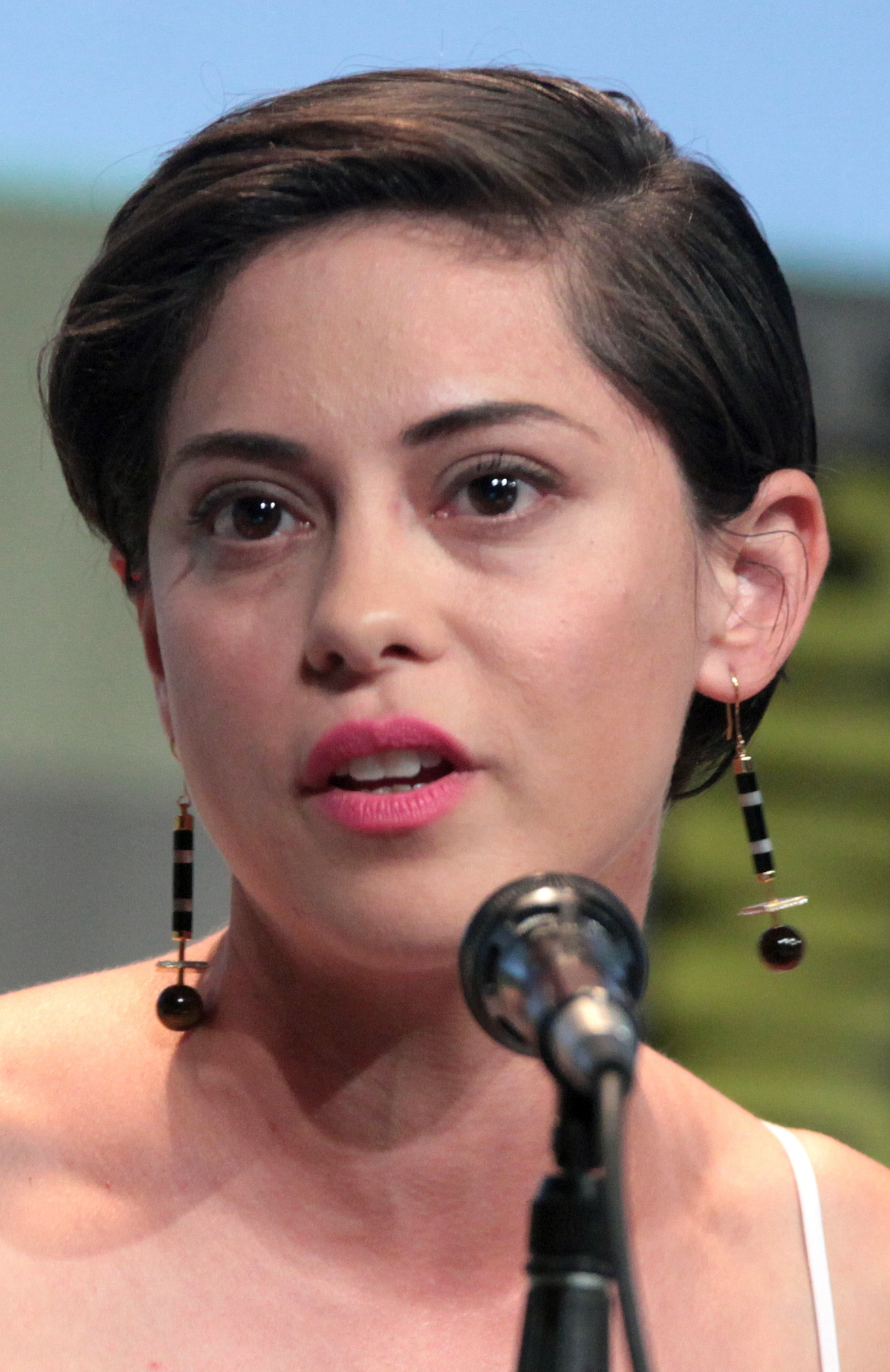
Rosa Salazar dans le rôle de Maria
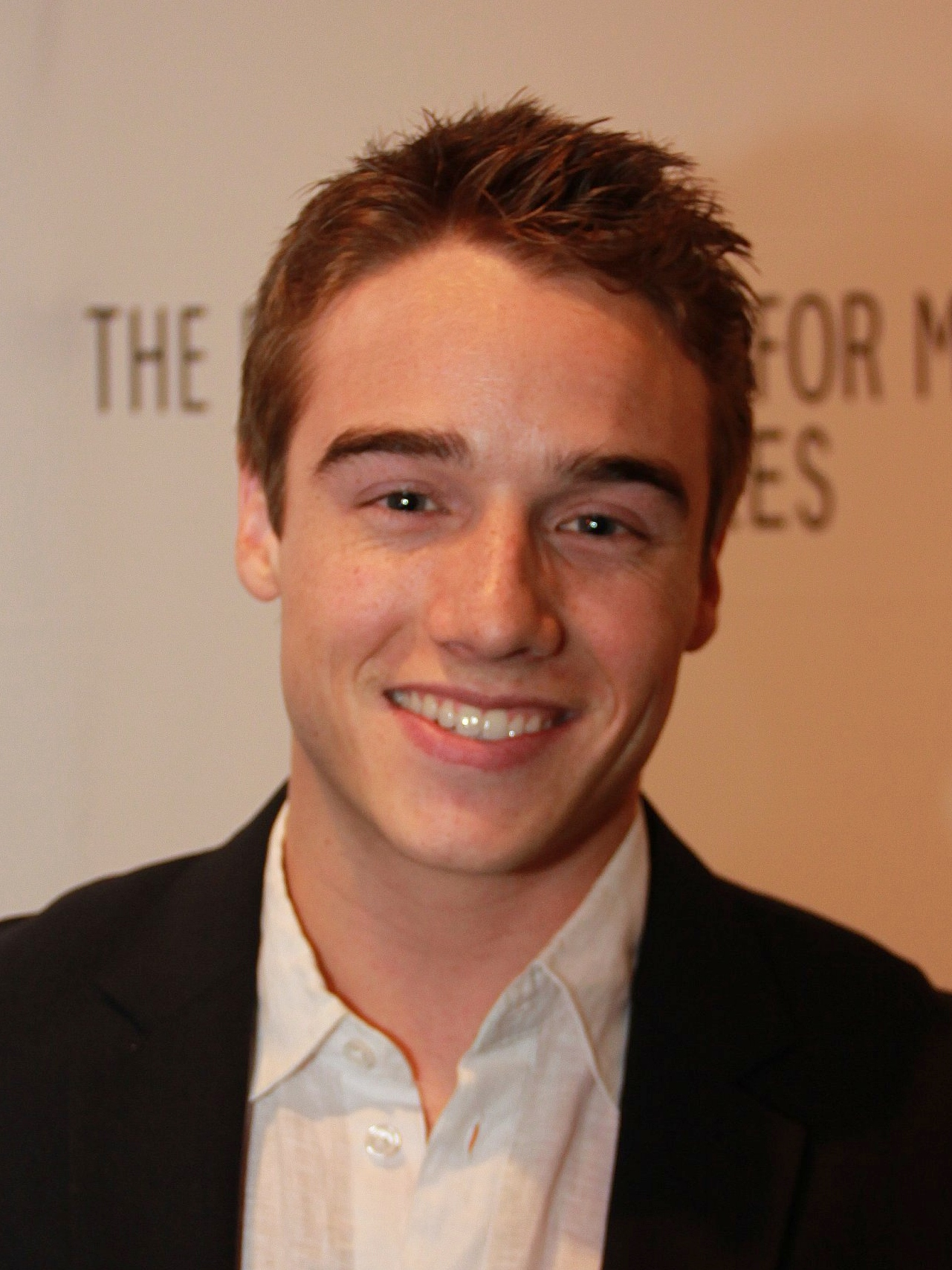
Brando Eaton dans le rôle de Kyle Greenwell
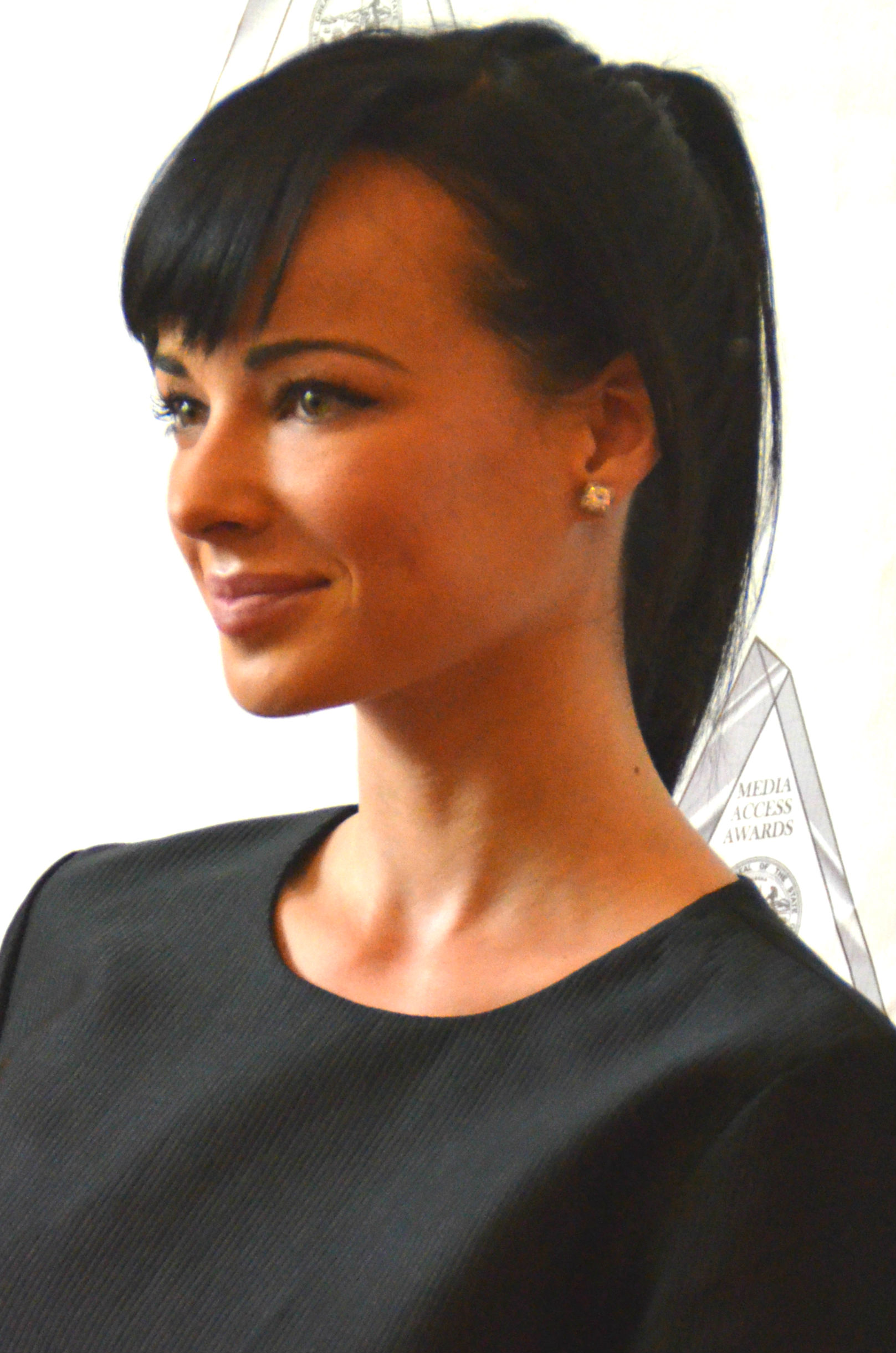
Ashley Rickards dans le rôle de Chloé Stapleton
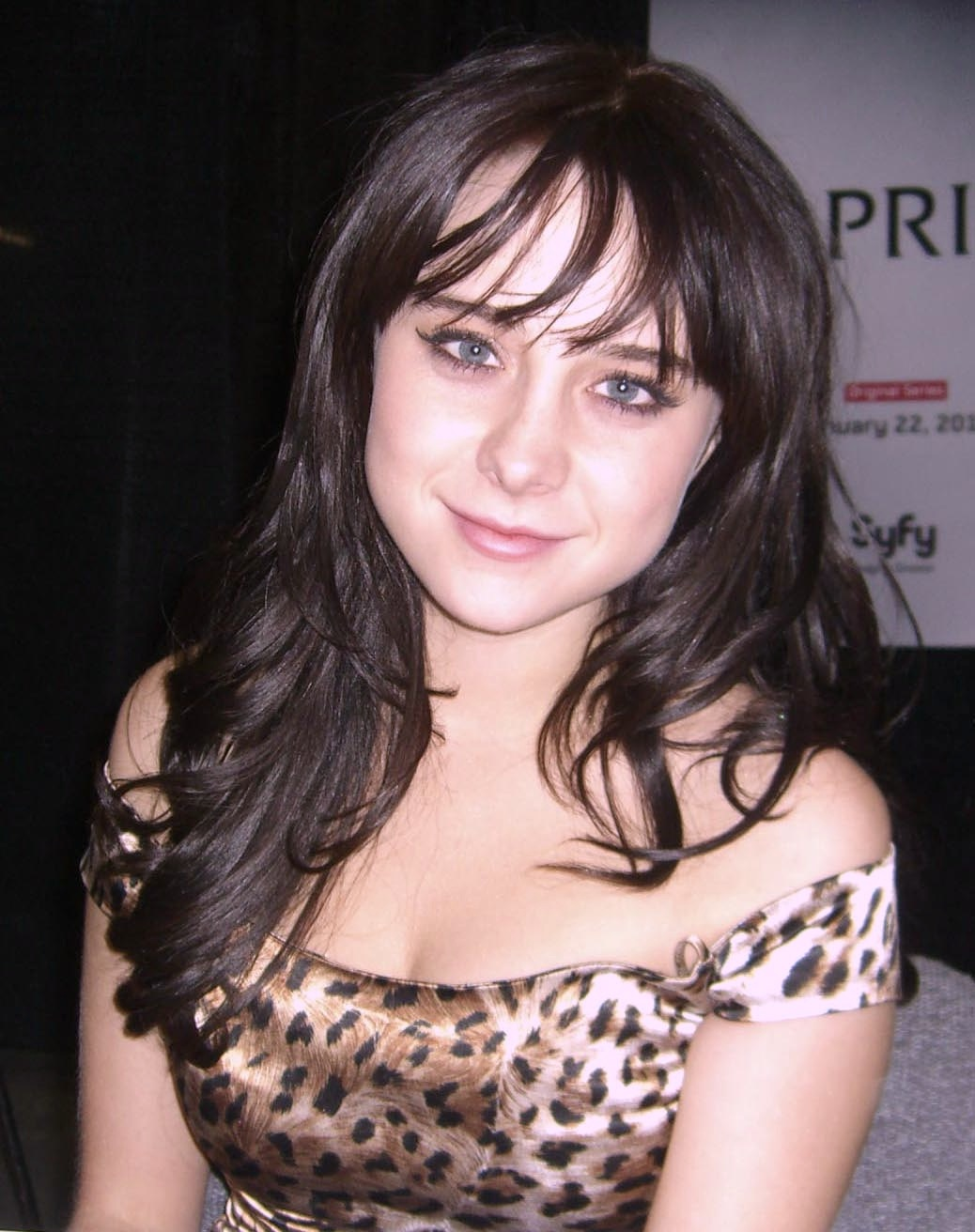
Alessandra Torresani dans le rôle de Stéphanie Boggs
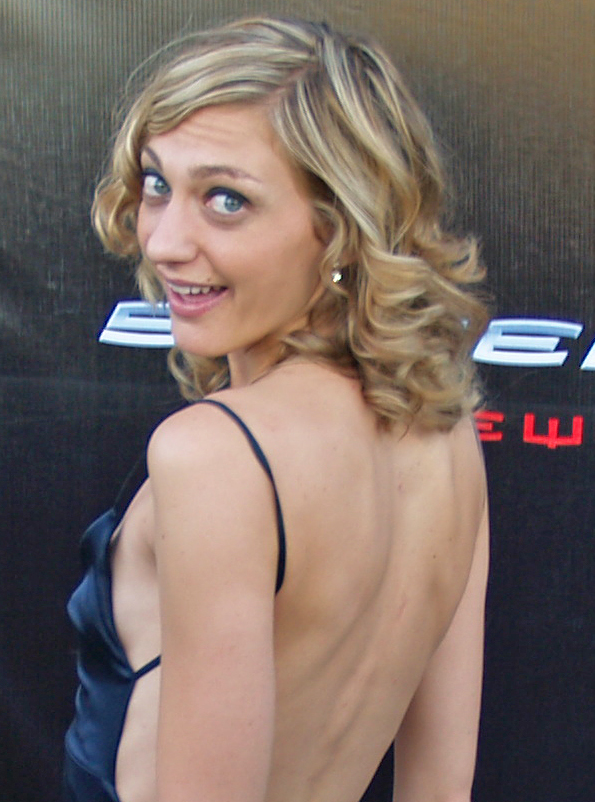
Mageina Tovah dans le rôle de Bianca Forest
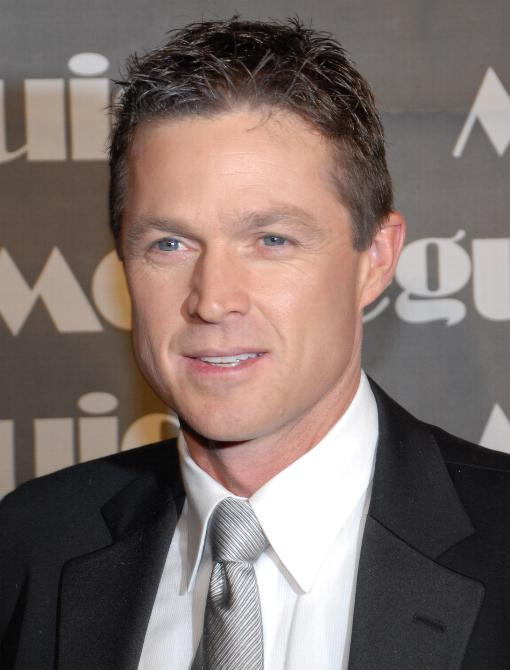
Eric Close dans le rôle de Hugo Langdon
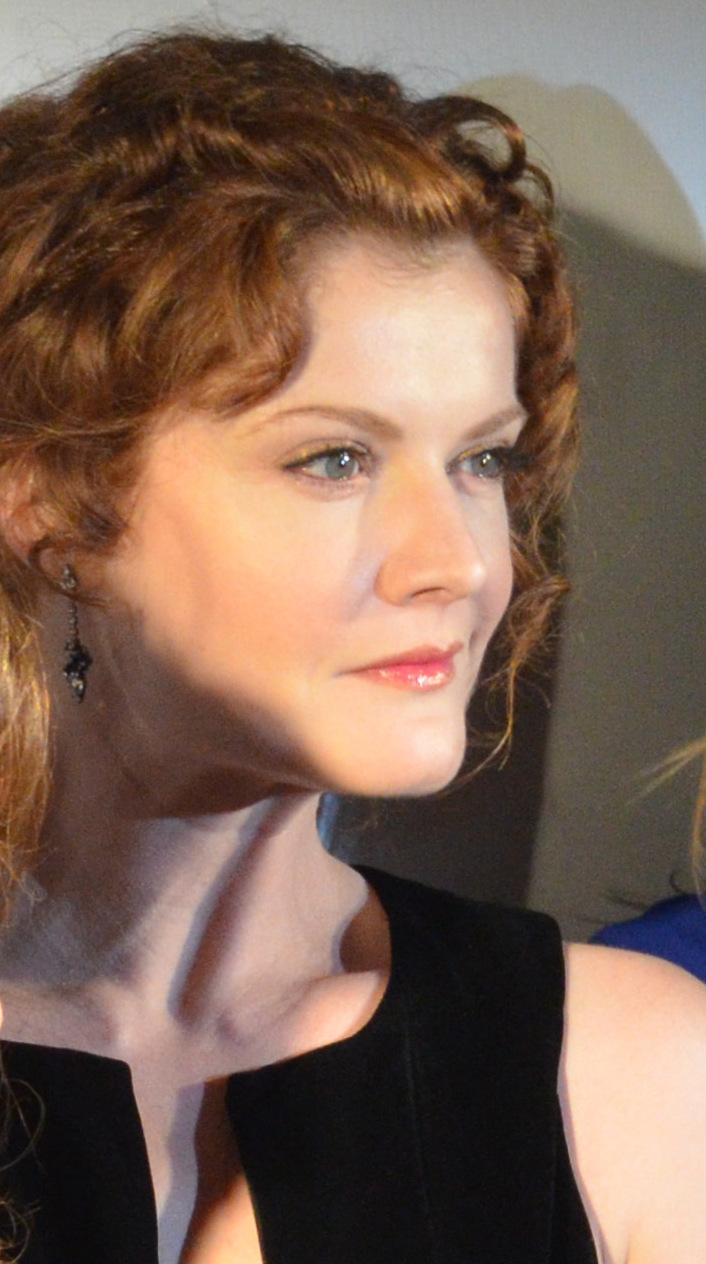
Rebecca Wisocky dans le rôle de Lorraine Harvey
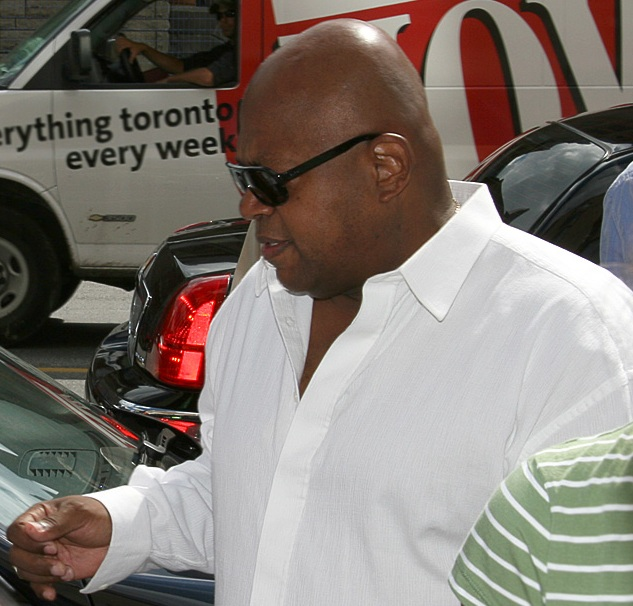
Charles S. Dutton dans le rôle du Détective Granger
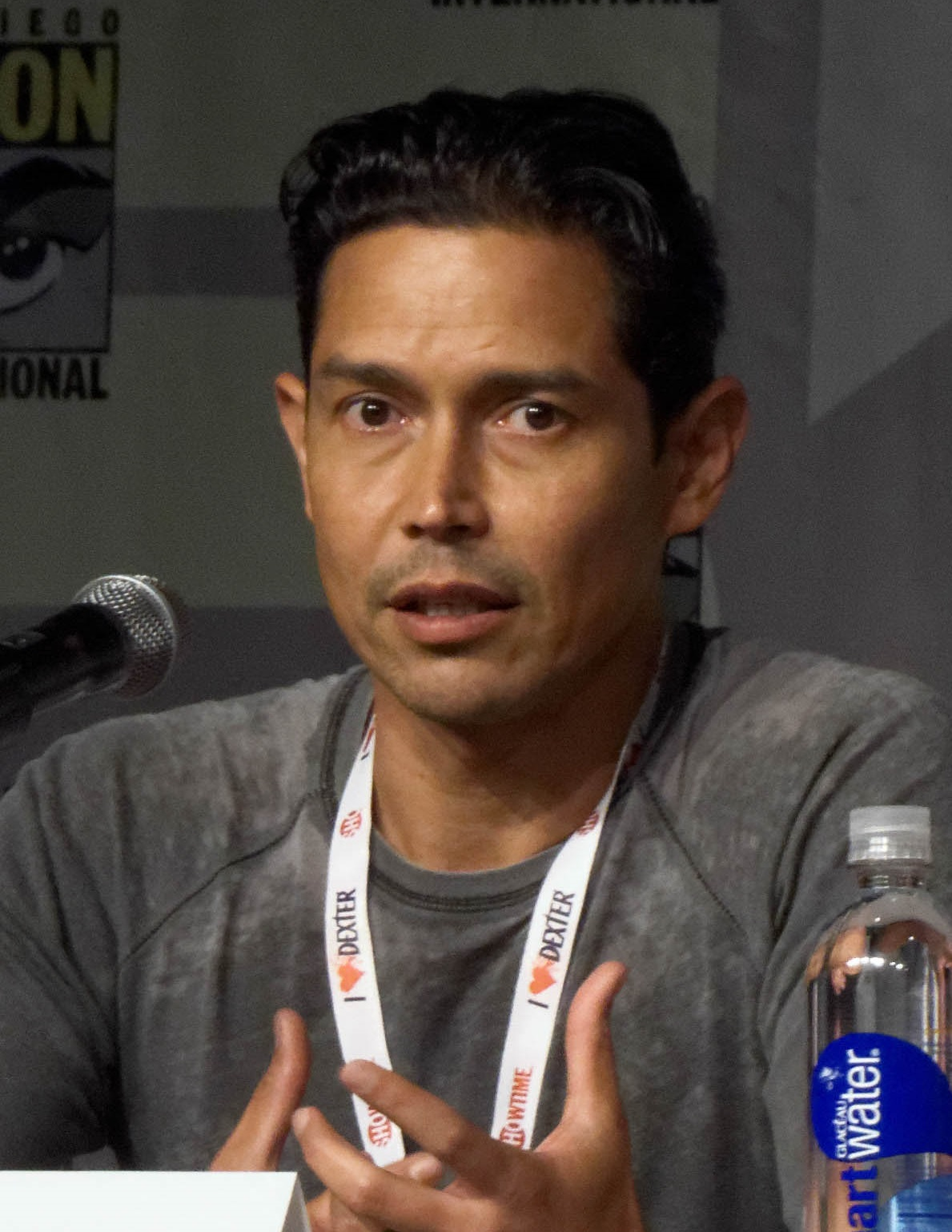
Anthony Ruivivar dans le rôle de Miguel Ramos
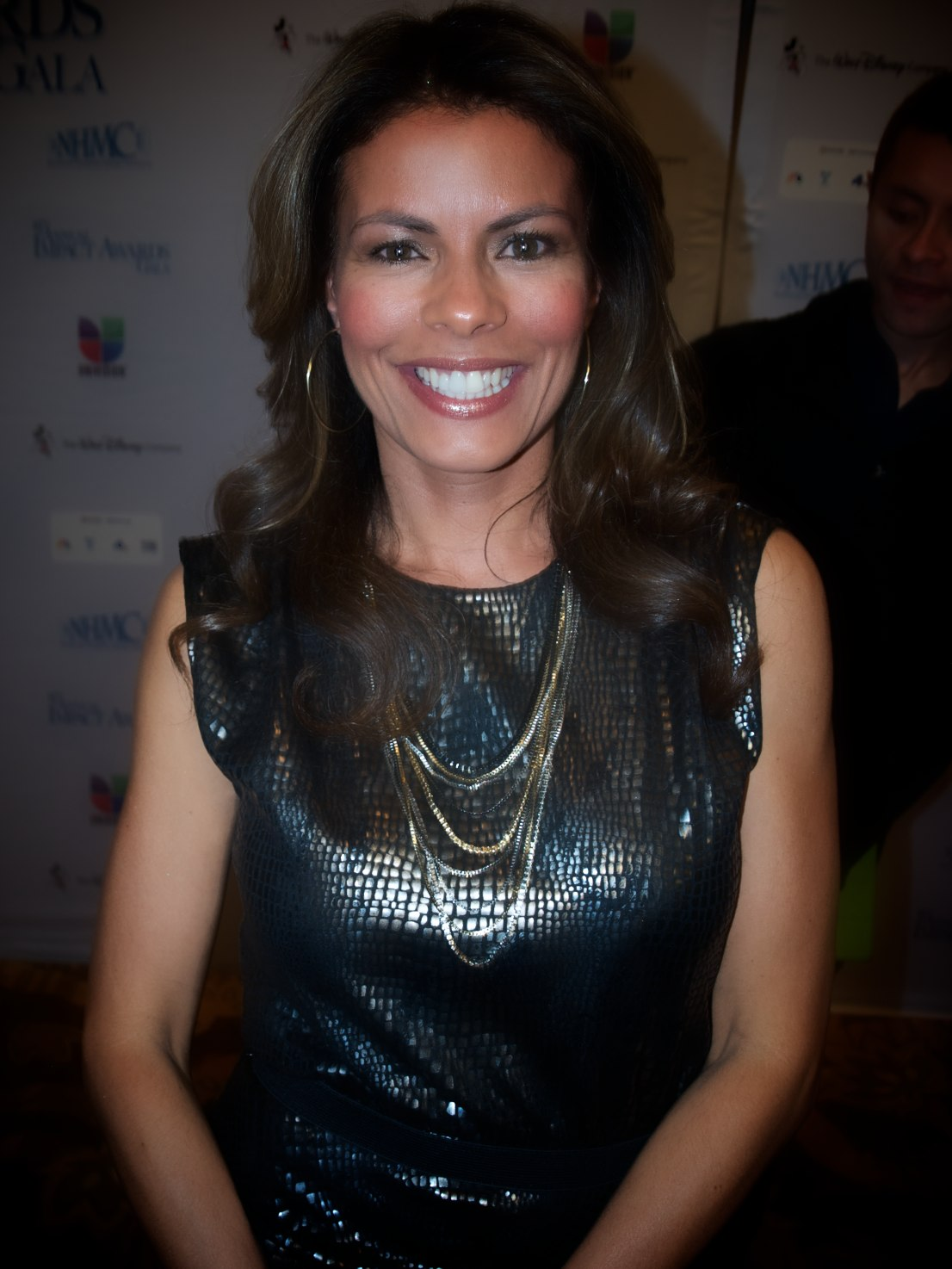
Lisa Vidal dans le rôle de Stacy Ramos
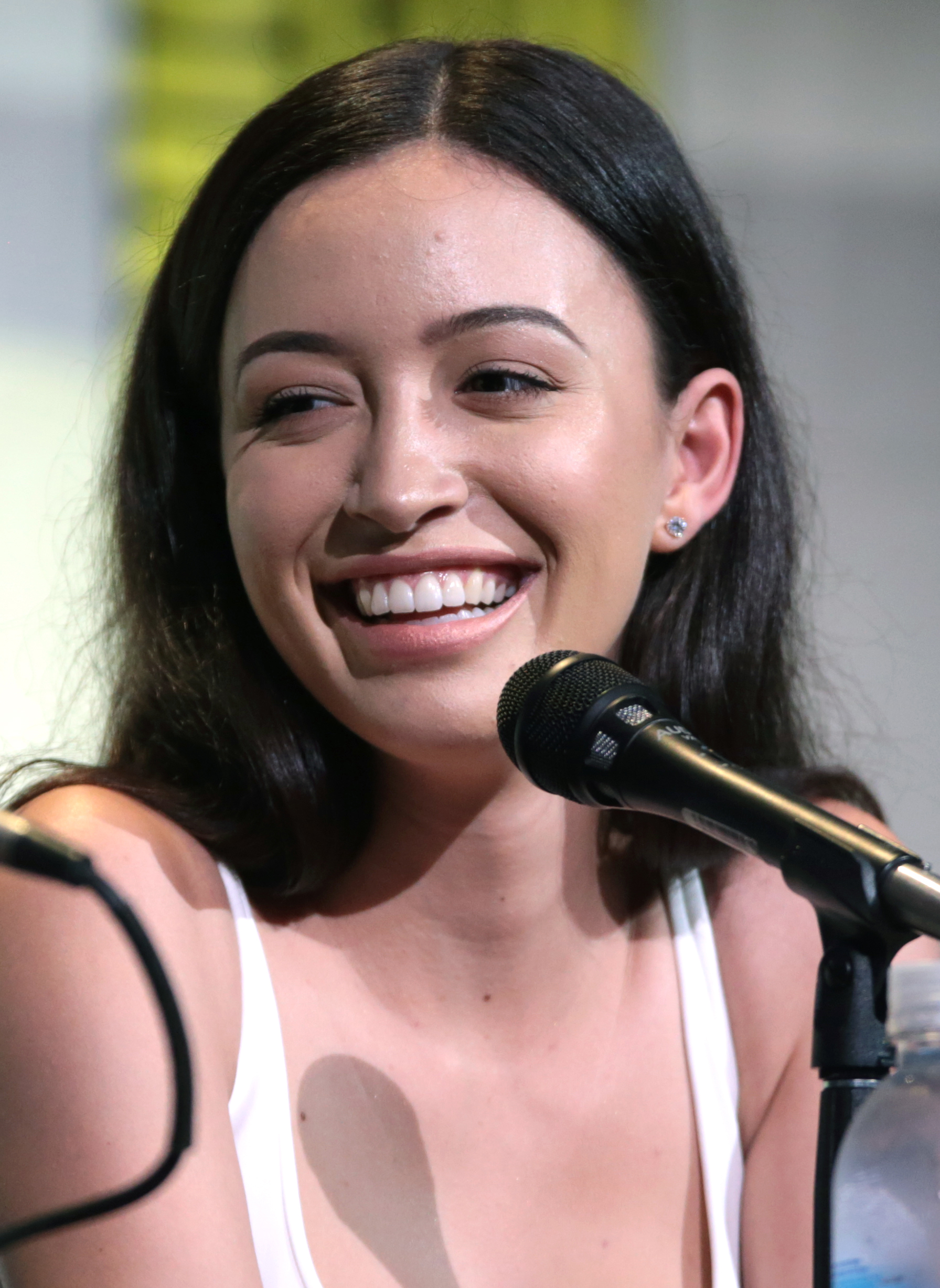
Christian Serratos dans le rôle de Becca
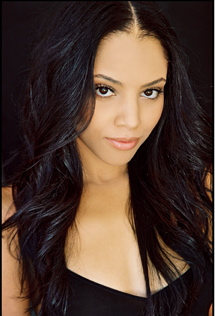
Bianca Lawson dans le rôle de Abby
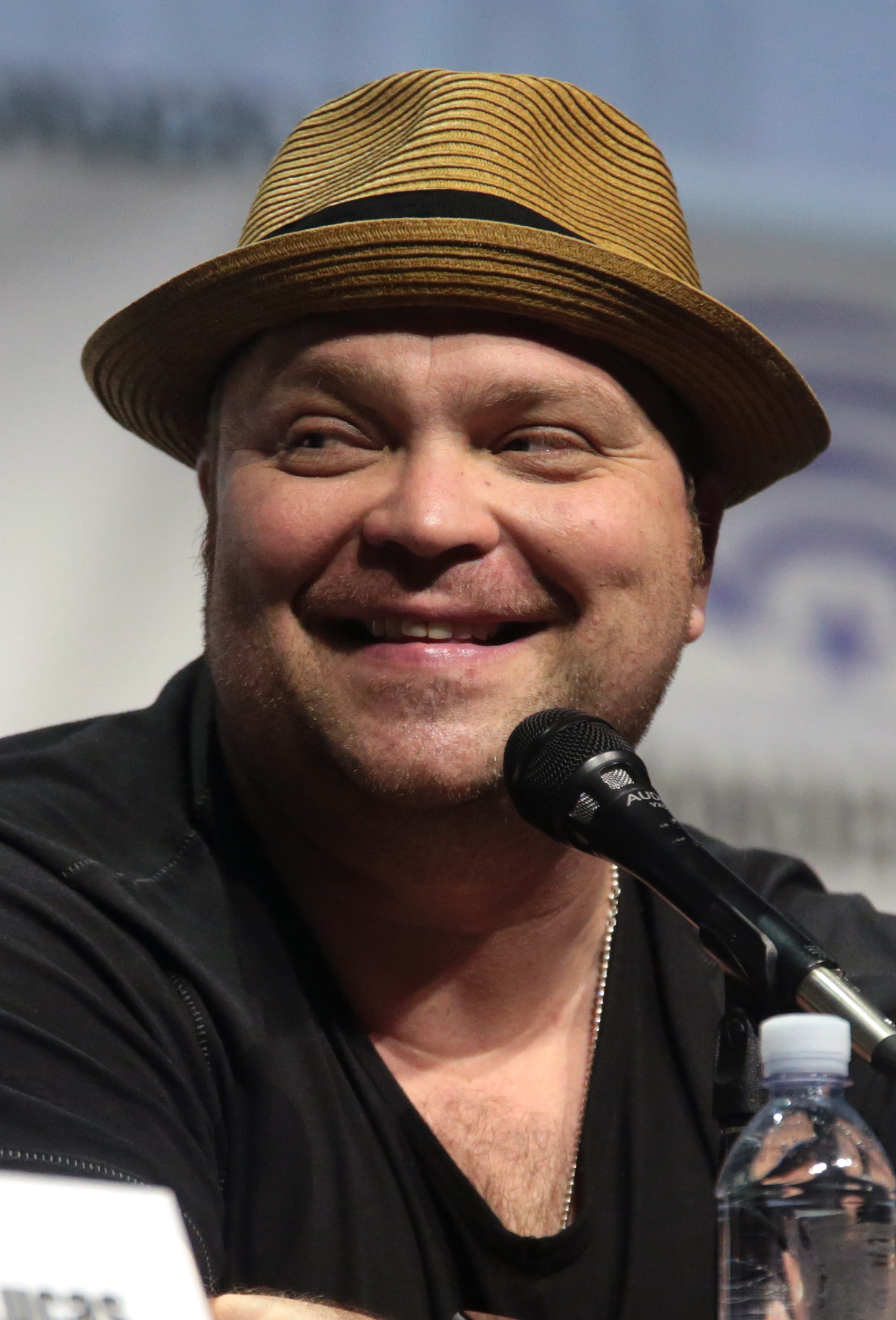
Drew Powell dans le rôle de l'inspecteur Collier
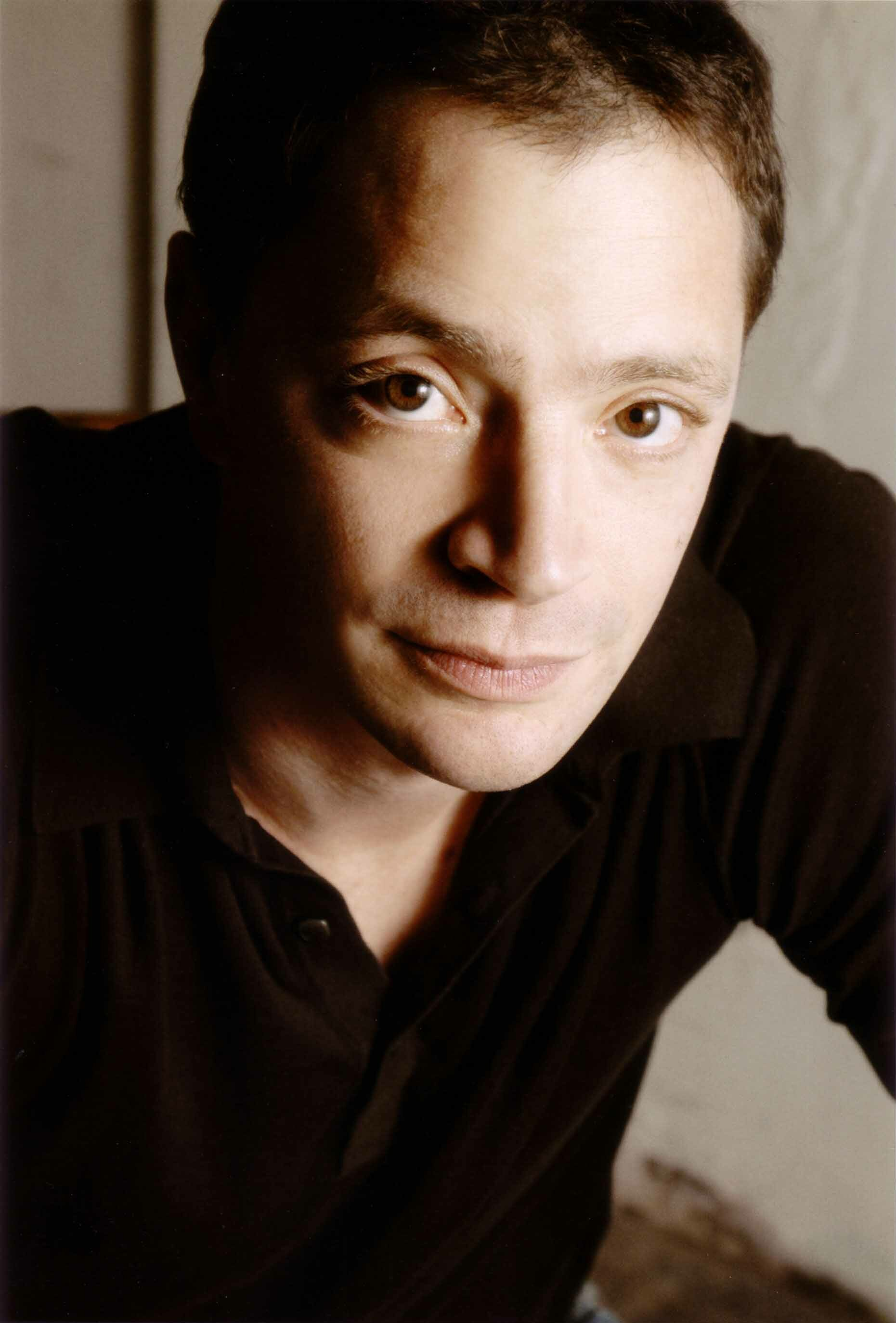
Joshua Malina dans le rôle du Dr David Curan
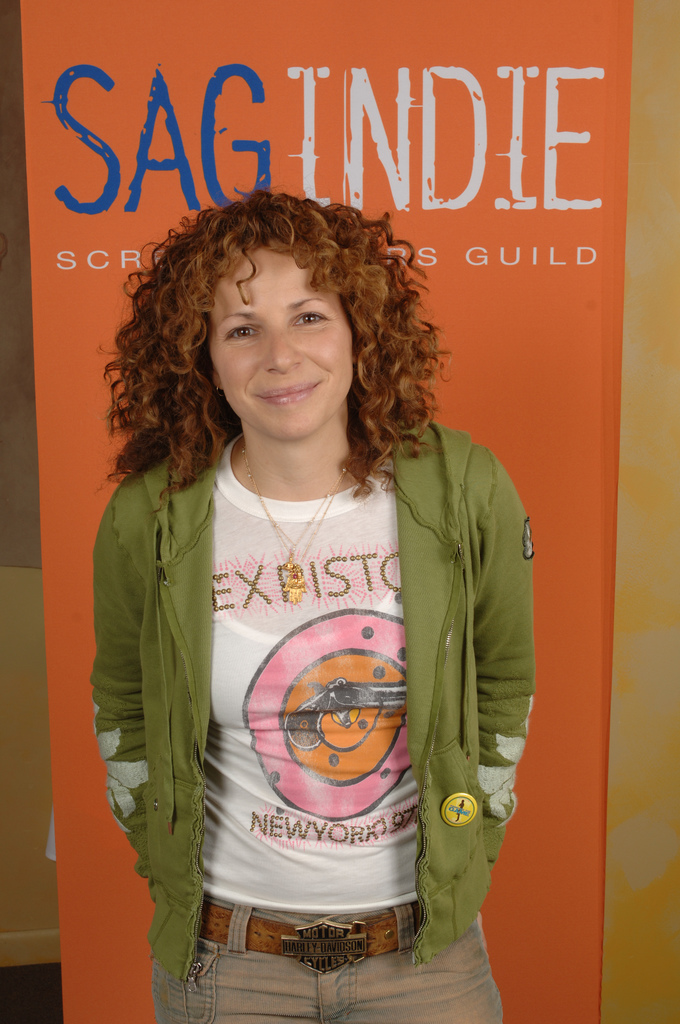
Meredith Scott Lynn dans le rôle d'Helen

### Diffusions

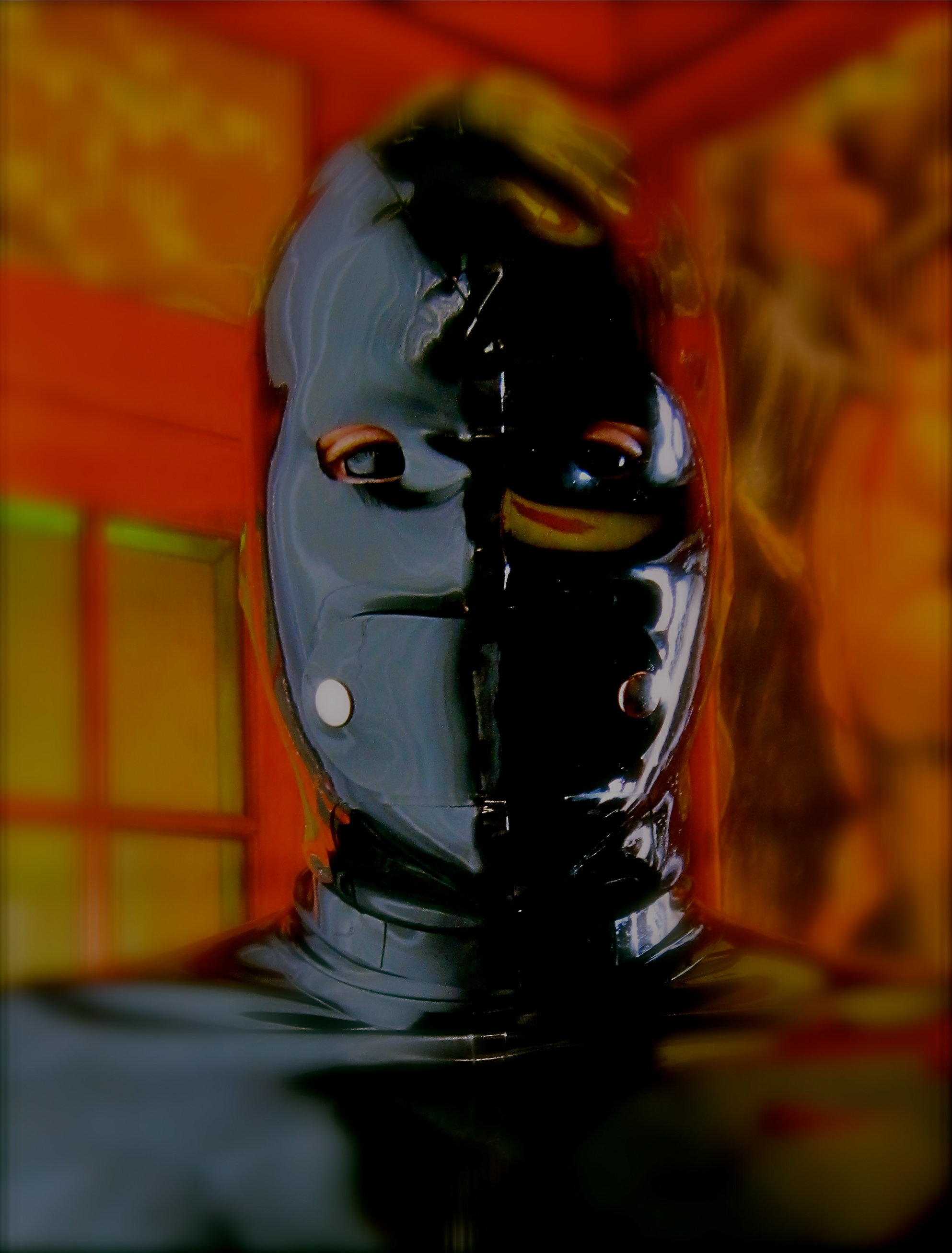
Riley Schmidt - Rubber Man

- Aux États-Unis, la saison a été diffusée entre le 5 octobre 2011 et le 21 décembre 2011 sur FX.
- Au Canada, le premier épisode a été diffusé le 24 octobre 2011 sur Citytv en prévision du lancement de FX Canada, qui l'a diffusée du 31 octobre 2011 au 18 janvier 2012.
- La diffusion francophone se déroule ainsi :
En France, du 5 mai 2012 au 9 juin 2012 sur Ciné+ Frisson[1] et depuis le 5 novembre 2015 sur Nrj 12;
Au Québec, du 13 septembre 2012 au 29 novembre 2012 sur AddikTV[2] ;
En Belgique, du 16 octobre 2015 sur Plug RTL

- Aucune information concernant la diffusion en Suisse n'est connue.

## Liste des épisodes

### Épisode 1:La Maison
- États-Unis : 5 octobre 2011 sur FX
- Canada :
  - 24 octobre 2011 sur Citytv[3]
  - 31 octobre 2011 sur FX Canada[4]
- France : 
  - 5 mai 2012 sur Ciné+ Frisson[5]
  - 5 novembre 2015 sur NRJ 12
  - 13 juillet 2022 sur Disney+
- Québec : 13 septembre 2012 sur AddikTV[2]
- Belgique : 16 octobre 2015 sur Plug RTL[6]

- États-Unis : 3,18 millions de téléspectateurs[7] (première diffusion)
- Canada : 1 million de téléspectateurs[4] (première diffusion, Citytv)
- France : 0,224 million de téléspectateurs[8] (2e diffusion)

- Jamie Brewer (Adélaïde Langdon, dite Addie, la fille de Constance)
- Christine Estabrook (Marcy, l’agent immobilier)
- Bianca Lawson (Abby)
- Christian Serratos (Becca)
- Andy Umberger (Dr Day)
- Shelby Young (Leah, la harceleuse)
- Ben Woolf (Infantata, la créature mystérieuse)
- Melanie Cruz (le professeur)
- Katelyn Reed (Adélaïde en 1978)
- Riley Schmidt (l'homme en combinaison de latex)
- Bodhi Schulz (Troy Rutger, un des jumeaux)
- Kai Schulz (Bryan Rutger, l’autre jumeau)

En 1978, des jeunes jumeaux vandalisent un manoir abandonné à coups de battes de baseball et se font tuer par une créature mystérieuse, malgré les avertissements d’une petite fille trisomique qui jouait devant et semble bien connaître les lieux.
En 2011, soit 33 ans plus tard, un jeune couple emménage dans le manoir avec leur fille. Après une fausse couche de la mère et une infidélité du père avec une de ses étudiantes, la famille Harmon a décidé de déménager pour prendre un nouveau départ dans la maison de leurs rêves.
Leur agent immobilier prévient cependant ces nouveaux propriétaires que les précédents seraient morts d'une dispute conjugale ayant viré au crime passionnel : un meurtre, suivi d’un suicide. Dans le grenier, ils découvrent une tenue de bondage noire en latex.
Première journée, Vivien, la mère, découvre ses voisines chez elle : Constance Langdon et sa fille Adélaïde atteinte de trisomie. Apparemment, elle aurait oublié de fermer sa porte et Adélaïde a ses habitudes dans la maison. Moira O'Hara, l’ancienne femme de chambre du manoir se présente dans la cuisine. Elle semble avoir toujours les clés de la maison. Vivien accepte de la garder à son service.
Cette dame rangée d’un certain âge semble apparaître étrangement comme une jeune nymphomane extrêmement séduisante pour le psychologue infidèle qui tente de résister à son charme. Le soir même, le couple se dispute et se réconcilie sur l’oreiller.
Ben, le père, reçoit à domicile dans son cabinet. Il commence des séances de thérapie avec un garçon qui semble un peu perturbé, Tate, qui fait connaissance avec sa fille après la séance. Le psychologue trouve sa femme de chambre en pleine séance de masturbation et fait la même chose. Il voit alors un homme brûlé et défiguré l’observer de l'extérieur. Mais quand il sort à sa recherche, celui-ci a disparu.
Lors de son premier jour, Violet est victime de harcèlement scolaire. Sur les conseils de Tate pour se venger, elle invite Leah dans son sous-sol en lui proposant de la drogue. Tate et la créature qui a tué les jumeaux en 1978 attaquent alors Leah, laissant la jeune fille traumatisée. Violet, terrifiée par Tate, lui demande de partir. 
Plus tard dans la nuit, un homme portant le costume en latex entre dans la chambre parentale. Vivien pensant que son mari veut épicer leur vie sexuelle couche avec lui. En bas, un Ben somnambule est attiré par le poêle et essaie de se brûler la main, mais leur voisine Constance l'arrête.
Le lendemain, Ben revoit l'homme de la veille, qui se présente comme étant Larry Harvey. Larry avoue avoir tué sa famille en mettant le feu à sa maison. Il avertit Ben que s’ils ne quittent pas la maison, ils mourront. Ben lui interdit de s’approcher de sa famille.

### Épisode 2:Intrus
- États-Unis : 12 octobre 2011 sur FX
- Canada : 31 octobre 2011 sur FX Canada[4]
- France : 
  - 5 mai 2012 sur Ciné+ Frisson[5]
  - 5 novembre 2015 sur NRJ 12
  - 13 juillet 2022 sur Disney+
- Québec : 20 septembre 2012 sur AddikTV
- Belgique : 16 octobre 2015 sur Plug RTL

- États-Unis : 2,46 millions de téléspectateurs[9] (première diffusion)
- France : 0,137 million de téléspectateurs[8](2e diffusion)

- Jamie Brewer (Adélaïde)
- Michael Graziadei (Travis)
- Jamie Harris (Franklin)
- Kate Mara (Hayden)
- Drew Powell (Détective Collier)
- Rosa Salazar (Maria)
- Azura Skye (Fiona)
- Mageina Tovah (Bianca)
- Shelby Young (Leah)
- Jacqueline Buda (patient)
- Kyle Davis (Dallas)
- Aimee Deshayes (Janice)
- Celia Finkelstein (Gladys)
- Scott Lawrence (Détective Webb)
- Deborah Pollack (infirmière)
- Skyler Vallo (Gigi)

Flashback : 1968. La maison est un dortoir pour étudiants infirmiers. Seules un soir, Maria et Gladys révisent lorsqu'on sonne à la porte. Un homme blessé demande de l’aide. Maria le laisse entrer et commence à le soigner. Or, l'homme simule sa blessure et les attaque. Il assomme Maria avec un cendrier et pousse Gladys au sol. Il  l’insulte sur son poids et la noie dans une baignoire à l'étage. Quand Maria se réveille, l'assassin l'oblige à se déshabiller et à porter un uniforme d'infirmière. Il la ligote et la poignarde à plusieurs reprises dans le dos.
Présent, cabinet de Ben Harmon. Le psychologue retrouve Tate qui révèle ses fantasmes sur sa fille. Ben reçoit ensuite une seconde patiente, Bianca, fascinée par l'histoire des meurtres de la maison. Son ancienne maîtresse, Hayden, l’appelle pour l’informer qu'elle est enceinte. Ben ment à sa femme pour repartir à Boston.
Dans la cuisine, Constance rend visite à Vivien et lui apporte des cupcakes pour Violet. Elle devine que celle-ci est enceinte. Quand Vivien lui confie sa crainte que quelque chose n'aille pas avec le bébé, Constance lui apprend que trois de ses enfants ont eu une malformation congénitale. Violet révèle à sa mère qu'elle est aussi au courant de sa grossesse.
Cette nuit-là, trois fanatiques de serial killers, Bianca (vue plus tôt dans le cabinet de Ben), Fiona et Dallas font irruption dans la maison et capturent Vivien et Violet. Le trio souhaite reconstituer les meurtres de 1968. Ils ont même récupéré le cendrier originel du meurtre. Mais les filles Harmon refusent de jouer le jeu.
En s’échappant, la jeune Violet tombe sur Tate, qui lui conseille d’attirer les agresseurs au sous-sol. Violet persuade Fiona d’y aller en prétextant que la vraie baignoire du meurtre y a été descendue. Au sous-sol, la fan de reconstitution découvre Gladys dans la baignoire et se fait trancher la gorge par Tate.
Sur le chemin, la gourmande Bianca vole et dévore le cupcake piégé de Constance et commence à vomir violemment. Dans la salle de bains, Tate lui balance une hache dans l’estomac.
Pendant ce temps, Vivien repousse Dallas et fuit la maison avec Violet. L’agresseur est arrêté dans sa poursuite par Gladys et Maria.
Les regardant s’enfuir de la fenêtre, Constance, Tate et Moira décident de se débarrasser des corps.

### Épisode 3:La Maison de l'horreur
- États-Unis : 19 octobre 2011 sur FX
- Canada : 9 novembre 2011 sur FX Canada[10]
- France : 
  - 12 mai 2012 sur Ciné+ Frisson[5]
  - 5 novembre 2015 sur NRJ 12
  - 13 juillet 2022 sur Disney+
- Québec : 27 septembre 2012 sur AddikTV
- Belgique : 23 octobre 2015 sur Plug RTL

- États-Unis : 2,59 millions de téléspectateurs[11] (première diffusion)
- France : 0,137 million de téléspectateurs[8](2e diffusion)

- Eric Close (Hugo)
- Christine Estabrook (Marcy)
- Eve Gordon (Dr Hall)
- David Anthony Higgins (Stan)
- Kate Mara (Hayden)
- Adina Porter (Sally Freeman)
- Lily Rabe (Nora)
- Geoffrey Rivas (Détective Jack Colquitt)
- Matt Ross (Dr Charles Montgomery)
- Abbie Cobb (Dorothy Hudson)
- Aric Cushing (junkie)
- James Gaudioso (Sal Mineo)
- Jennifer Jostyn (Ronni)
- Trevor Torseth (homme)
- Roz Witt (Daphné)

En 1983, Hugo Langdon, le mari de Constance, commence à faire des avances sexuelles non désirées à une jeune Moira qui répare un lit dans la chambre. Elle continue de le refuser pour garder son emploi. Hugo la jette sur le lit et la viole. Constance les rejoint, interprétant à tort ses avances sur Moira comme consensuelles. En conséquence, une Constance au cœur brisé les tue tous les deux en tirant sur Moira dans les yeux et sur Hugo dans la poitrine.
Les finances des Harmons en prennent un coup, rendant le déménagement impossible. Pendant ce temps, Ben s'endort lors d'un rendez-vous et se réveille dans la cour après avoir creusé un trou, mais sans aucun souvenir.
Moira continue de harceler sexuellement Ben et il menace de la renvoyer. Il est incapable de convaincre Vivien des avances sexuelles de Moira, et Moira menace de poursuivre s'ils essaient de la renvoyer sans motif valable.
Hayden arrive, annonce qu'elle garde le bébé et déménage à proximité, et veut que Ben continue leur liaison.
Vivien fait une visite en bus des lieux hantés de Los Angeles, après avoir découvert que la maison est en tournée, où l'origine de la maison est expliquée. Charles Montgomery, le premier propriétaire de la maison et médecin, avait développé une dépendance à l'anesthésie et a commencé à mener des expériences de type Frankenstein. Avec l'aide de sa femme, Nora, Charles a commencé à pratiquer des avortements sur de jeunes femmes. Dans le bus, Vivien craint de refaire une fausse couche à cause d'un saignement vaginal. Le médecin assure à Vivien que le bébé va bien, mais l'informe que le stress du déménagement pourrait provoquer une fausse couche. Ben rencontre Larry, qui demande de l'argent. Lorsque Ben rentre chez lui, il s'évanouit à nouveau et se réveille au même endroit dans la cour. Alors qu'il commence à creuser, Constance l'encourage à rester avec la maison et à construire quelque chose à cet endroit.

### Épisode 4:Halloween, première partie
- États-Unis : 26 octobre 2011 sur FX
- Canada : 16 novembre 2011 sur FX Canada
- France : 12 mai 2012 sur Ciné+ Frisson[5]
  - 13 juillet 2022 sur Disney+
- Québec : 4 octobre 2012 sur AddikTV
- Belgique : 23 octobre 2015 sur Plug RTL

- États-Unis : 2,96 millions de téléspectateurs[12] (première diffusion)

- Jamie Brewer (Adélaïde)
- Kaylee Bryant (zombie slut)
- Morris Chestnut (Luke)
- Christine Estabrook (Marcy)
- Michael Graziadei (Travis)
- Kate Mara (Hayden)
- Zachary Quinto (Chad)
- Lily Rabe (Nora)
- Matt Ross (Dr Charles Montgomery)
- Teddy Sears (Patrick)
- John Ainsworth (EMT)
- Carmen Blanchard (jeune Violet)
- Shauna Case (pirate girl)
- Missy Doty (Infirmière Angie)
- Teddy Lane Jr. (flic)
- Marilyn O'Connor (Molly)
- Mike Peebler (officier)
- Shani Pride (petite amie)
- Courtney Schleinkofer (patiente)
- Elena Schuber (mère)
- Bodhi Schulz (Troy)
- Kai Schulz (Bryan)
- Steve Spel (EMT #2)
- Toni Wynne (zombie slut #2)

Un flashback montre un couple, Chad et Patrick, qui sont propriétaires de la maison en 2010. Chad confronte Patrick à propos de son infidélité. Le Rubber Man apparaît après que Patrick a quitté la pièce et attaque Chad. Patrick rentre dans la pièce et voit le Rubber Man.
Larry demande un paiement pour avoir tué Hayden, ce que Ben refuse.
Adélaïde est alors percutée par une voiture. Constance tente de l'amener sur la pelouse des Harmons avant de mourir, afin qu'elle puisse devenir un fantôme, mais échoue. Tate dit à Violet que l'Infantata est le fils du Dr Charles Montgomery et de Nora, Charles l'ayant ramené à la vie en utilisant des parties d'animaux après avoir été démembré.
Vivien se rend compte que Ben a envoyé plusieurs SMS à Hayden, mais Ben insiste sur le fait que lui et Hayden sont terminés. Vivien et Ben vont à l'hôpital, après que le bébé à naître de Vivien a donné un coup de pied à seulement huit semaines. Le bébé est plus développé qu'il ne devrait l'être et l'infirmière s'effondre après l'avoir vu.
Le soir d'Halloween, lorsque les fantômes peuvent quitter la maison, Moira rend visite à sa mère à l'hôpital. Elle déconnecte alors sa machine de survie, mais est incapable de continuer avec elle.

### Épisode 5:Halloween, deuxième partie
- États-Unis : 2 novembre 2011 sur FX
- Canada : 23 novembre 2011 sur FX Canada
- France : 19 mai 2012 sur Ciné+ Frisson[5]
  - 13 juillet 2022 sur Disney+
- Québec : 11 octobre 2012 sur AddikTV
- Belgique : 30 octobre 2015 sur Plug RTL

- États-Unis : 2,74 millions de téléspectateurs[13] (première diffusion)

- Jamie Brewer (Adélaïde)
- Morris Chestnut (Luke)
- Brando Eaton (Kyle)
- Kate Mara (Hayden)
- Zachary Quinto (Chad)
- Lily Rabe (Nora Montgomery)
- Ashley Rickards (Chloé)
- Rosa Salazar (Maria)
- Teddy Sears (Patrick)
- Alessandra Torresani (Steph)
- Jordan David (Kevin)
- Celia Finkelstein (Gladys)
- Seelan Gunaseelan (zombie)
- Alexander Nimetz (Amir)
- Bodhi Schulz (Troy)
- Kai Schulz (Bryan)

Tate et Violet se révèlent être sortis ensemble et Violet appelle Vivien pour lui assurer qu'elle est en sécurité. Tate et Violet sont confrontés à cinq adolescents mutilés, qui apparaissent et harcèlent Tate. Tate et Violet partent.
Après que Ben a fermé la porte à Hayden et trouvé Larry, Ben pense que le meurtre de Hayden a été mis en scène et que Larry et elle tentent de l'extorquer. Larry se rend compte que Hayden est un fantôme, mais Ben ne le croit pas et menace de le tuer. Ben trouve Hayden et elle lui révèle qu'elle est en fait morte.
Hayden confronte Vivien et elles découvrent qu'elles sont toutes les deux enceintes. Ben est forcé d'admettre qu'il a couché avec Hayden des mois après que Vivien a découvert l'affaire. Hayden est arrêtée, mais elle disparaît de la voiture de police au petit matin. Vivien force Ben à quitter la maison, expliquant qu'elle va demander le divorce.

### Épisode 6:Monsieur le porc
- États-Unis : 9 novembre 2011 sur FX
- Canada : 30 novembre 2011 sur FX Canada
- France : 19 mai 2012 sur Ciné+ Frisson[5]
  - 13 juillet 2022 sur Disney+
- Québec : 18 octobre 2012 sur AddikTV
- Belgique : 30 octobre 2015 sur Plug RTL

- États-Unis : 2,83 millions de téléspectateurs[14] (première diffusion)

- Morris Chestnut (Luke)
- Brando Eaton (Kyle Greenwell)
- Tom Gallop (Professeur)
- Eve Gordon (Dr Hall)
- Sarah Paulson (Billie Dean Howard)
- Ashley Rickards (Chloe Stapleton)
- Matt Ross (Dr. Charles Montgomery)
- Azura Skye (Fiona)
- Eric Stonestreet (Derek)
- Alessandra Torresani (Stephanie Boggs)
- David Ury (Robber)
- Shelby Young (Leah)
- Jordan David (Kevin Gedman)
- Kyle Davis (Dallas)
- Missy Doty (Angela)
- Celia Finkelstein (Gladys)
- Preston James Hillier (SWAT Officer)
- Alexander Nimetz (Amir Stanley)
- Heather Olt (Nurse Regina)
- Linda Porter (Mary)
- Bodhi Schulz (Troy)
- Kai Schulz (Bryan)
- Peter Allen Vogt (Fat Robber)

En 1994, Tate tire et tue plusieurs élèves lors d'une fusillade dans une école, dont les cinq adolescents vus dans l'épisode précédent. Une équipe du SWAT prend plus tard d'assaut la maison Langdon, cherchant à arrêter Tate. Constance les supplie de ne pas lui faire de mal. Ils font irruption dans sa chambre où ils l'y trouvent. Tate se moque d'eux en imitant avec sa main un pistolet sur sa tête, imitant une balle dans la tête. Tate sort une arme à feu et est abattu par l'équipe SWAT. Tout cela se passe dans la Murder House (alors propriété de Constance).
Après que Violet a découvert que Tate a tué les adolescents, Constance la présente à un médium, Billie Dean Howard. Billie et Constance expliquent que Tate ignore qu'il est mort; Constance l'a envoyé à Ben, espérant que cela l'aidera à passer et ils ont besoin de l'aide de Violet.
Ben voit un nouveau patient, nommé Derek, qui est terrifié par les légendes urbaines, dont "Piggy Man". L'histoire raconte qu'un homme était boucher de porc. Il a récupéré une tête de cochon coupée et s'est lancé dans une tuerie à l'Exposition universelle de 1893, puis est décédé plus tard en se faisant dévorer par ses propres cochons. On dit qu'il massacrera quiconque répétera un chant spécifique dans le miroir. Ben commence également à remarquer que Vivien a développé une attirance pour l'agent de sécurité Luke.
Constance et Moira convainquent Vivien de manger des abats pour aider à la grossesse. Vivien contacte la technicienne en échographie qui s'est évanouie lors de l'échographie, qui prétend avoir vu que le bébé est le Diable.
Suivant les conseils de Ben pour faire face à sa peur, Derek répète le chant dans le miroir de sa salle de bain, mais est abattu par un cambrioleur armé qui se cache dans sa douche. Violet essaie d'affronter Tate dans le sous-sol, mais est assailli par les autres fantômes. Accablée, elle tente de se suicider en prenant une poignée de somnifères que lui a donné Leah, mais Tate tente de la sauver en la forçant à vomir les somnifères.

### Épisode 7:Propriété à vendre
- États-Unis : 16 novembre 2011 sur FX
- Canada : 7 décembre 2011 sur FX Canada
- France : 26 mai 2012 sur Ciné+ Frisson[5]
  - 13 juillet 2022 sur Disney+
- Québec : 25 octobre 2012 sur AddikTV
- Belgique : 6 novembre 2015 sur Plug RTL

- États-Unis : 3,06 millions de téléspectateurs[15] (première diffusion)

- Amir Arison (Joe Escandarian)
- Morris Chestnut (Luke)
- Christine Estabrook (Marcy)
- Eve Gordon (Dr Hall)
- David Anthony Higgins (Stan)
- Lily Rabe (Nora Montgomery)
- Matt Ross (Dr Charles Montgomery)
- Rosa Salazar (Maria)
- Rebecca Wisocky (Lorraine Harvey)
- Sam Kinsey (Beau)

En 1994, Constance apprend que Beau, son fils déformé qui vit enchaîné dans le grenier de la maison, peut être emmené, en raison de sa parentalité négligente. Amoureux de Constance, Larry euthanasie Beau, afin de l'en empêcher.
Violet se console avec Tate, qui révèle qu'il est au courant des fantômes et dit qu'ils ne lui feront pas de mal si elle leur dit simplement de la laisser tranquille. Il lui montre quelques vieilles photographies qu'il a trouvées des Montgomery. Vivien apprend qu'elle est enceinte de jumeaux.
Résolue à être franche avec les acheteurs potentiels sur le passé de la maison, elle apprend l'existence des Montgomery et apprend que Charles a ressuscité leur fils en monstre, rendant sa femme Nora folle et tuant Charles et elle-même. Un promoteur louche s'intéresse à la maison et révèle son intention de démolir le belvédère et de construire une piscine, amenant la jeune Moira à le séduire dans l'espoir qu'il achètera la propriété et que ses restes seront découverts.
Ben confronte Larry chez lui et apprend que la femme de Larry s'est immolée avec leurs filles dans la maison après qu'il a avoué qu'il les quittait pour Constance, et veut la maison pour qu'il puisse être avec Constance. Ben se moque de lui en disant que le promoteur achètera la maison et la démolira pour construire des condominiums. Constance apprend cela et tente de faire appel au développeur, mais il la repousse cruellement. Elle informe Moira qu'il lui a menti à propos du belvédère et a l'intention de construire des condos à la place, ce qui enfermerait Moira sur le terrain pour toujours. Ils mettent de côté leur inimitié et, avec l'aide de Larry, conduisent le promoteur au sous-sol et l'étouffent avec un sac en plastique transparent. Ils l'enlèvent rapidement du terrain avant qu'il ne meure.

### Épisode 8:L'Homme en latex
- États-Unis : 23 novembre 2011 sur FX
- Canada : 14 décembre 2011 sur FX Canada
- France : 26 mai 2012 sur Ciné+ Frisson[5]
  - 13 juillet 2022 sur Disney+
- Québec : 1er novembre 2012 sur AddikTV
- Belgique : 6 novembre 2015 sur Plug RTL

- États-Unis : 2,81 millions de téléspectateurs[16] (première diffusion)

- Morris Chestnut (Luke)
- Eric Close (Hugo Langdon)
- Christine Estabrook (Marcy)
- Kate Mara (Hayden McClaine)
- Kathleen Rose Perkins (Peggy)
- Zachary Quinto (Chad Warwick)
- Lily Rabe (Nora Montgomery)
- Teddy Sears (Patrick)
- Azura Skye (Fiona)
- Kyle Davis (Dallas)
- Sam Gros (EMT)
- Tom Jourden (Officier Crawford)
- Richard Short (Gary)

Des flashbacks révèlent que Tate est le Rubber Man, qui a engendré les jumeaux de Vivien, essayant de fournir un bébé à Nora désemparée. La tenue se révèle être un costume de bondage que Chad a acheté dans l'espoir de raviver sa relation défaillante avec Patrick. Tate a enfilé le costume et a tué Patrick et Chad après avoir décidé de ne pas avoir d'enfant, espérant qu'une nouvelle famille emménagerait et aurait un enfant, que Nora pourrait alors avoir à la place. Moira a donné à Tate l'arme du couple, que Tate a utilisée pour faire passer cela pour un meurtre-suicide.

### Épisode 9:Le Dahlia noir
- États-Unis : 30 novembre 2011 sur FX
- Canada : 21 décembre 2011 sur FX Canada[17]
- France : 2 juin 2012 sur Ciné+ Frisson[5]
  - 13 juillet 2022 sur Disney+
- Québec : 8 novembre 2012 sur AddikTV
- Belgique : 13 novembre 2015 sur Plug RTL

- États-Unis : 2,85 millions de téléspectateurs[18] (première diffusion)

- Morris Chestnut (Luke)
- Eve Gordon (Dr. Hall)
- April Grace (Nurse Naima)
- Michael Graziadei (Travis)
- Geoffrey Rivas (Detective Jack Colquitt)
- Matt Ross (Dr. Charles Montgomery)
- Joshua Malina (Dr. David Curan)
- Sarah Paulson (Billie Dean Howard)
- Mena Suvari (Elizabeth Short « Black Dahlia »)
- Tanya Clarke (Marla McClaine)
- Caitlin Dahl (Young Mother)
- Christopher Thomas (nouveau pape)

Un flashback de 1947 montre un dentiste, qui vit et travaille hors de la maison, anesthésiant Elizabeth Short (Black Dahlia) et la violant, mais la tue accidentellement. Le Dr Montgomery la démembre et ses restes sont retrouvés plus tard dans un champ.
Un détective et la sœur de Hayden arrivent à la maison, croyant que Hayden a été assassinée, mais Hayden les convainc qu'elle est vivante. Ben apprend par un médecin qu'il est le père d'un seul des jumeaux de Vivien. Ben rencontre les jeunes Moira et Elizabeth essayant de le séduire et en a assez; il congédie Moira et jette Elizabeth dehors.
Croyant que Vivien l'a trompé, Ben lui rend visite dans le service. Pensant qu'elle dort, il la réprimande pour sa prétendue hypocrisie et dit qu'il ne l'aidera jamais à partir. Ben dit plus tard à Hayden qu'il ne l'a jamais aimée. Le cœur brisé, elle ment que Luke a couché avec Vivien.
Constance essaie de se réconcilier avec son jeune petit ami Travis et lui propose, croyant qu'ils peuvent élever l'enfant de Tate ensemble en tant que famille. Quand il refuse, elle se moque de ses rêves de devenir célèbre et il a des relations sexuelles avec Hayden, qui l'assassine. Le corps de Travis est démembré par le Dr Montgomery et emmené par Larry. Son corps est affiché de la même manière que celui d'Elizabeth. Constance, désirant l'enfant, rend visite à Vivien dans la salle, lui exprimant son soutien. Vivien lui confie qu'elle a été violée par le Rubber Man, mais prétendra que c'était une hallucination afin d'être renvoyée du service. Ben confronte Luke, l'agent de sécurité employé par Vivien, mais apprend qu'il est stérile et ne peut donc pas être le père. Alors que Moira part, Ben trouve le masque de Rubber Man et demande à connaître la vérité, réalisant maintenant que Vivien n'est pas folle et a bien été violée. Moira le félicite d'avoir enfin commencé à voir la vérité, lui apparaissant pour la première fois sous sa "vraie" forme âgée.
- Le titre français fait référence à l'Affaire du Dahlia noir, adapté en livre et en film.

### Épisode 10:L'Aveu
- États-Unis : 7 décembre 2011 sur FX
- Canada : 4 janvier 2012 sur FX Canada[19]
- France : 2 juin 2012 sur Ciné+ Frisson[5]
- Québec : 15 novembre 2012 sur AddikTV
- Belgique : 13 novembre 2015 sur Plug RTL

- États-Unis : 2,54 millions de téléspectateurs[20] (première diffusion)

- Jamie Brewer (Adelaide)
- W. Earl Brown (Phil)
- Charles S. Dutton (Detective Granger)
- Michael Graziadei (Travis Wanderly)
- Derek Richardson (Harry Goodman)
- Malaya Rivera Drew (Detective Barrios)
- Gregory Sporleder (Peter McCormick)
- Rebecca Wisocky (Lorraine Harvey)
- Sam Kinsey (Beau)
- Shyloh Oostwald (Margaret)
- Katelynn Rodriguez (Angela)

En 1994, après que la femme de Larry Harvey, Lorraine, s'est suicidée avec leurs filles, Constance, Tate et Addie emménagent dans la maison avec Larry. À Thanksgiving, Tate réprimande Larry pour avoir tué Beau et sa naïveté avec Constance. Tate en veut également à Constance pour cela. Tate, drogué à la cocaïne et au crystal meth, se rend au bureau de Larry et l'immole, avant de commettre la fusillade de l'école (« Piggy Piggy »).
Ben rend visite à Vivien dans la salle et s'excuse. Il lui dit qu'il croit qu'elle prétend qu'elle a été violée et qu'elle sera bientôt libérée. Il lui dit également que le violeur a engendré l'un des jumeaux.
Les détectives racontent à Constance le meurtre de Travis, et elle confronte Larry, croyant qu'il a tué Travis par jalousie. Larry dit qu'un fantôme a tué Travis dans la maison. Constance dit qu'elle ne l'a jamais aimé. Un officier de l'école buissonnière informe Ben que Violet a séché l'école pendant seize jours.
Les détectives emmènent Constance pour l'interroger sur la mort de Travis. Ils mentionnent que le procureur de district avait l'intention de l'accuser du meurtre de son mari Hugo et Moira, mais n'a pas pu retrouver les corps.
Larry entre dans la maison et voit ses filles et sa femme. Il s'excuse auprès de Lorraine et jure de se venger de Constance, mais elle lui dit qu'il a rompu leurs vœux de mariage, pas Constance.
Portant le costume de Rubber Man, Tate attaque Ben avec du chloroforme. Ben le combat et retire son masque, voyant le visage de Tate avant de perdre connaissance. Tate tente de convaincre Violet de se suicider. Violet s'enfuit, mais est incapable de quitter la maison. Tate montre à Violet son cadavre en décomposition; elle n'a pas survécu à une tentative de suicide ("Piggy Piggy"). Tate a également su qu'il était lui aussi un fantôme tout le temps.

### Épisode 11:La Naissance
- États-Unis : 14 décembre 2011 sur FX
- Canada : 11 janvier 2012 sur FX Canada
- France : 9 juin 2012 sur Ciné+ Frisson[5]
  - 13 juillet 2022 sur Disney+
- Québec : 22 novembre 2012 sur AddikTV
- Belgique : 20 novembre 2015 sur Plug RTL

- États-Unis : 2,59 millions de téléspectateurs[21] (première diffusion)

- Steven Anderson (Dr. Marchesi)
- Paul Butler (Young Tate)
- Kate Mara (Hayden McClaine)
- Sarah Paulson (Billie Dean Howard)
- Zachary Quinto (Chad Warwick)
- Lily Rabe (Nora Montgomery)
- Matt Ross (Dr. Charles Montgomery)
- Rosa Salazar (Maria)
- Teddy Sears (Patrick)
- Ben Woolf (Infantata)
- Shauna Bloom (Obstétricienne)
- Celia Finkelstein (Gladys)
- Saginaw Grant (Tribal Elder)
- Sancho Martin (Hanged Native American)
- Bodhi Schulz (Troy)
- Kai Schulz (Bryan)

Tate ne peut pas promettre le bébé de Vivien à Nora, que Tate traite comme sa mère depuis qu'elle l'a sauvé de l'Infantata et lui a appris à faire en sorte que les fantômes le laissent tranquille, de peur de révéler à Violet qu'il a violé sa mère, mais Nora est résolu prendre l'enfant quand même. Ben récupère Vivien pour l'emmener du service à son vol vers la Floride, ne comprenant pas pourquoi Violet refuse de partir avec lui. Le médecin dit à Vivien et Ben que l'un des jumeaux est prêt à naître de façon imminente.
Dans la maison, Violet et Tate réalisent que Chad et Patrick prévoient d'emmener les jumeaux. Violet demande de l'aide à Constance, qui confronte Chad et dit qu'il peut avoir l'enfant de Ben, mais son petit-fils est le sien. Chad se rend compte que Tate a engendré l'un des jumeaux. Constance et Violet demandent l'aide de Billie Dean, qui enseigne à Violet un sort de bannissement.
Violet dit à Ben qu'elle est morte et qu'elle ne peut pas quitter la maison, et l'exhorte à éloigner Vivien de la maison et de ses fantômes avant qu'elle n'accouche, mais Ben ne la croit pas. Pendant ce temps, Vivien entre en travail dans la voiture et Constance apparaît et l'emmène dans la maison. Le courant est coupé et les fantômes détruisent leur voiture, forçant Ben et Vivien à y avoir les bébés. Le Dr Charles Montgomery s'occupe de la livraison. Violet récite le sort de bannissement, mais se rend compte que cela ne fonctionne pas. Chad lui dit que Tate l'a tué ainsi que Patrick et a également violé Vivien.
Vivien accouche, le premier jumeau étant mort-né, et le Dr Montgomery le remet à Nora. Constance prend le deuxième jumeau pour le laver. Vivien commence à avoir une hémorragie post-partum en raison de l'enfant plus grand. Violet apparaît et la presse de lâcher prise et de la rejoindre dans l'au-delà. Ben, ignorant la présence de Violet, pousse Vivien à vivre. Vivien meurt et Ben se retrouve seul.

### Épisode 12:Trois ans plus tard
- États-Unis : 21 décembre 2011 sur FX
- Canada : 18 janvier 2012 sur FX Canada[22]
- France : 9 juin 2012 sur Ciné+ Frisson[5]
  - 13 juillet 2022 sur Disney+
- Québec : 29 novembre 2012 sur AddikTV
- Belgique : 20 novembre 2015 sur Plug RTL

- États-Unis : 3,22 millions de téléspectateurs[23] (première diffusion)

- Jamie Brewer (Adélaïde)
- Charles S. Dutton (Détective Granger)
- Christine Estabrook (Marcy)
- Michael Graziadei (Travis)
- David Anthony Higgins (Stan)
- Kate Mara (Hayden McClaine)
- Brennan Mejia (Gabriel)
- Lily Rabe (Nora Montgomery)
- Malaya Rivera Drew (Détective Barrios)
- Anthony Ruivivar (Miguel)
- Meredith Scott Lynn (Helen)
- Azura Skye (Fiona)
- Mena Suvari (Elizabeth Short)
- Lisa Vidal (Stacy)
- Kyle Davis (Dallas)
- Celia Finkelstein (Gladys)

Après la mort de Vivien, Ben se rend chez Constance récupérer le bébé pour le confier à la sœur de sa femme. Il rentre se suicider, mais Vivien l'arrête. Il se réconcilie alors avec les fantômes de sa femme et de sa fille qui l'encouragent à commencer une nouvelle vie avec le bébé loin de la maison. Malheureusement, Hayden lui en veut toujours et, avec l’aide des preneurs d’otages, le lynche en le pendant à un lustre. La maîtresse du psychologue vole le bébé, mais Constance le récupère grâce à son amant Travis. Elle déclare cependant à la police qu'elle a trouvé Ben après qu'il s'est pendu et que Violet, dont on n’a toujours pas retrouvé le corps, a dû s'enfuir avec le bébé.
Lorsqu'une nouvelle famille, les Ramos, s'installe, Vivien, Ben, Moira et d'autres fantômes décident de leur faire peur et de leur faire quitter la maison. Tate tente de tuer le fils Ramos, Gabriel, mais Violet le distrait pour permettre à l’ado de s'échapper avec sa famille.
Tate souhaite continuer de se confier à Ben, qui ne veut plus rien avoir à faire avec lui. Il assume enfin ses actes et s'excuse, mais Ben déclare qu'il ne peut pas l'absoudre de ses péchés.
Vivien découvre Nora en train de s'occuper de leur bébé qu’elle pensait mort-né. Or, ce dernier a pris une respiration dans la maison avant d’y mourir, il est donc aussi devenu un fantôme. Nora se rend compte qu’elle n’a pas d’instinct maternel et rend le bébé à sa vraie mère. Vivien propose à Moira d'être la marraine du bébé, maintenant nommé Jeffrey.
Les Harmons et Moira décorent la maison pour Noël. Tate et Hayden les regardent jalousement. Tate confie à Hayden qu'il attendra indéfiniment que Violet lui pardonne.